# Casa de Cotoner
La casa de Cotoner es una casa nobiliaria mallorquina que se ha distinguido en el servicio de la Corona hasta bien entrado el siglo XX.

## Orígenes

### Montorgiali y laSignoria di Cotone
Localizadas las primeras noticias de esta familia en la marca de Toscana, donde fueron denominados condes de Montorgiali, eran los propietarios del Castillo del Cotoner (en italiano Castello di Cotone) y el colindante de Montepó (en italiano Signoria di Cotone).
Adicionalmente ejercieron Señorío jurisdiccional en el Trecento sobre los castillos de Castillo de Colle Massari y el de Sabatina, en el Quattrocento sobre el de Vicarello.

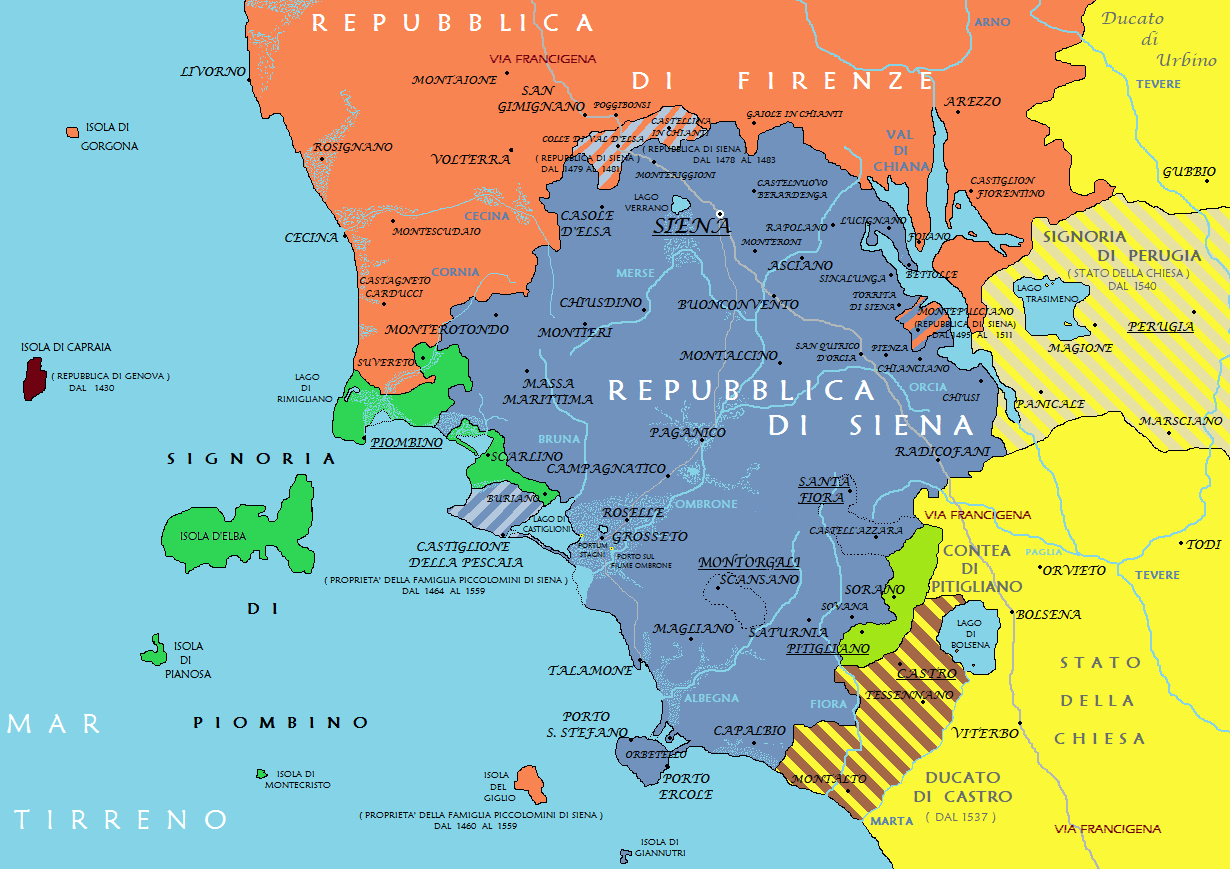
En el Siglo XIII destaca la primacia de la República de Siena sobre los condados de Montorgiali y de Santa Fiora. El condado de Pitigliano acabó también bajo la tutela Sienesa.

Como tales se vieron involucrados en las tensiones libradas entre las distintas facciones en Italia. Reconocidos por los sieneses  en el sur de la Toscana, en un área que se extiende a ambos lados del valle de Ombrone y las colinas de Albegna y Fiora.
En 1224, momento en el que se inicia de la división de los feudos «Aldobrandeschi», Montorgiali se alinea con Siena por oposición al condado de Santa Fiora constituido formalmente en 1274.Imponiendo sus estructuras fortificadas en Scansano junto con el Castello di Vicarello, erigido en el siglo XIII por los sieneses, que asumió un importante papel estratégico en la defensa de las tierras circundantes de la maremma grossetana.

### Vasallaje a la Républica de Siena
En el siglo XIII, fue relevante la oposición de los «Cotone» al dominio de los «Aldobrandeschi» en las tensiones libradas entre las distintas facciones en Italia. Finalmente tuvieron que pedir la protección de la República de Siena, constituida como estado en 1125 en torno a la ciudad de Siena, que fue recogida en las paces solemnes de los sieneses, que incluyó a los pueblos vecinos con los que estaban en armas.
Tras el Gran Interregno que terminó en 1273, ya coronado Rodolfo I de Habsburgo, buscando auxilium et consilium sometieron sus castillos en 1279 a la República de Siena. Pasando a participar en el Palio de Siena, realizando los pagos correspondientes para la obra del Duomo en las fiestas de agosto. También se vieron obligados a enviar velas y otras ofrendas a la comuna de Siena, comprometiendose a defenderla contra todos excepto contra el Pontífice, el Emperador y la República de Pisa.

Tras de la muerte de la Gran Condesa Matilde de Canossa en 1115, la era feudal inicia su declive en la marca de Toscana, para ser sustituida por el dominio de las ciudades-estado.

Acabaron enajenando diversos bienes a Siena, inicialmente los circundantes con el castillo de Montorgiali y finalmente el propio castillo de Montorgiali.
- En 1351 Magino di Pietro del Cotone juro fidelidad a la república de Siena, quedando bajo su protección. Todo ello implicaba la participación en el Palio de Siena.
- En 1378 se vendió finalmente el castillo  a la Comuna de Siena por 4.000 florines de oro. Montorgiali fue vendido por 6.300 florines el 31 de diciembre de 1378 y posiblemente el de Montepó.[12]

### Fundación de nuevas casas solares
Abandonaron algunos de sus descendientes la Toscana, estableciendo casas solares en distintos puntos. Unos fueron a Ascoli donde fundaron y construyeron el Castillo de Monte Pastillo, otros en Sicilia gozaron del Principado de Castelnuovo y Santa Catalina, el marquesado de Altamira; conservando siempre la memoria de haber sido dueños de la señoría de «il Cotone» en el estado de Siena.

Localización del Reino de Mallorca respecto al resto de territorios que comprendía la Corona de Aragón en el.

## Llegada al Reino de Mallorca

### La colonización de«Ciutat»
La «Ciutat» de Mallorca era una vieja conocida para los Pisanos como consecuencia del (fallido) asalto pisano-barcelonés en el siglo XII. Tras la Conquista de Mallorca por Jaime I, la presencia de italianos fue especialmente relevante durante el siglo XIII.
Sin embargo, será ya en el siglo XIVcuando Bernardo Cotoner, el primero de esta familia en pasar al Reino de Mallorca, en 1342 coincidiendo en 1343 con la campaña liderada por Pedro IV de Aragón que con la Batalla de Llucmajor , terminaría definitivamente con el reino privativo en detrimento de Jaime III de Mallorca.
Nicolás Cotoner, quien continua con la filiación, en 1348 fundó un beneficio en la Parroquia de Santa Eulalia y el 28 de enero de 1363 adquirió una alquería en Valldemosa a Bartolomé Bosch. Casó con Bárbara Genovard, otorgando testamento el 17 de abril de 1381.
Su hijo Nicolás casó con Bárbara Saguals de cuyo matrimonio nacieron tres hijos; Bernardo, Gabriel y Nicolás, que son a su vez el tramo de tres ramas de esta familia, dos de ellas actualmente extinguidas.
Por sentencia de Pedro IV de Aragón en 23 de julio de 1370 quedan reconocidos sus privilegios nobiliarios por derecho de conquista (Ius Debellatio).

[..] y sabido es que en toda la Jurisprudencia nobiliaria desde Tiempo inmemorial se conceptuaba, por sentencia de Pedro IV, de 23 de julio de 1370, lo mismo en Mallorca, que en Cataluña, Aragón y Valencia exentos de pechar y nobles de linaje lo mismo a aquellos conquistadores que a sus sucesores [..]

### Incorporación Estamental

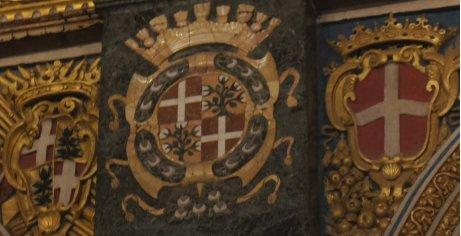
Armas de Rafael y Nicolás Cotoner y de Oleza, grandes maestres de la Orden de San Juan de Jerusalén en el siglo XVII.
Concatedral de San Juan (La Valeta), Malta.

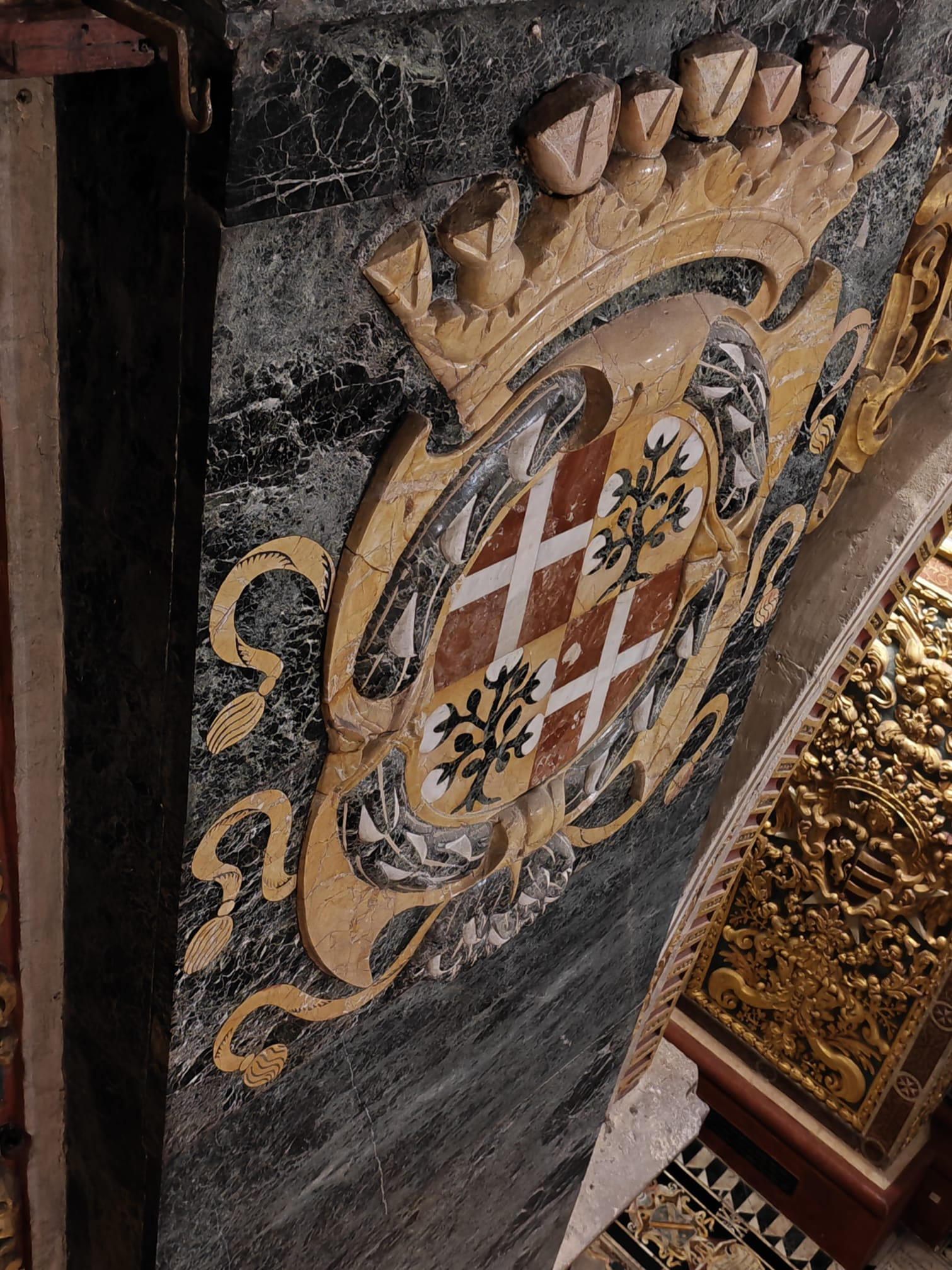

En el siglo XVI destacó Antonio Cotoner y Vallobar, bisnieto de Nicolás Cotoner y Saguals,  actuando en la vida pública, por haber demostrado tener dotes especiales de talento y merecer la confianza de los jurados de la ciudad y Reino para el desempeño de una importante comisión.
Mientras se hallaba en Madrid, después de haber acreditado sus dotes de diplomático logrando se creara la Real Audiencia de Mallorca, el rey Felipe II lo armó caballero por su propia mano en 1572.
De especial relevancia es el vínculo histórico con la orden de San Juan de Jerusalén que se inicia con la persona de Nicolás Cotoner y Santmartí y continua en el siglo XVII con la ascensión tanto de Rafael Cotoner y de Oleza como, seguidamente, de Nicolás Cotoner y de Oleza a la dignidad soberana de Gran Maestre.

## Continuidad en la España Borbónica

### La alianza de«Ses Nou Cases»
Con la instauración de una nueva política interior en el siglo XVIII, la supresión del sistema insaculatorio en la elección de los dirigentes municipales exigió que la Cámara de Castilla solicitase al comandante general y a la Real Audiencia de Mallorca un informe conjunto de los candidatos a regidores del consistorio palmesano. Debían cumplir dos requisitos: lealtad a Felipe V durante la guerra de Sucesióny pertenecer a la nobleza.
Una vez acabada la Guerra de Sucesión el capitán general, I marqués de Casafuerte, ya constituidas las estructuras de gobierno reunió a cierto número de aristócratas mallorquines y les aconsejó formasen un "género de alianza entre sí". Las «nobilis et Antique familiae».Estas, a diferencia del resto de familias nobles incorporadas al estamento nobiliario y sus instituciones de gobierno, eran iguales en estamento pero diferentes por la calidad del linaje.
Un grupo noble que intentará mediante semejante alianza formal (y una serie de condiciones normativas emananada de ella) monopolizar para sus integrantes el desempeño de los más relevantes cargos políticos, que de hecho ya acaparaban, para así controlar como grupo el gobierno de la Res Publica. Así pues, la levantisca nobleza Mallorquina quedaría agrupada bajo los auspicios del representante filipista.
Compromiso político entre las casas más representativas de maulets y botifleurs que buscaba también prevenir rebrotes de las viejas luchas clánicas que caracterizaban a la nobleza mallorquina durante el SXVII y épocas anteriores. El Cardenal Despuig, hijo de Ramón Despuig y Cotoner conde de Montenegro y de Montoro, escribiría refiriéndose a la boda de su hermano con una joven del grupo de las «Nou Cases»

Tratosé del casamiento de mi hermano con una jovén parienta nuestra, pero de una casa de las que menos intimidad teniamos pues desde las turbulencias del principio de este siglo un modo de pensar totalmente opuesto había dividido a las familias... [..]

Se conoce, tradicionalmente, en Mallorca  por "Nueve Casas" («Ses Nou Cases») al grupo que se tiene por más escogido de entre las familias de la nobleza isleña. En cuanto al número de nueve no viene cifrado por el de individuos que pactasen la alianza sino por las casas a las que pertenecían inicialmente. 
En la lista más antigua (c.1740) pertenece a la primera generación de miembros del grupo las de Fuster de Salas, Verí, Togores, Dameto, Sureda, Berga, Zaforteza y Despuig.  Con Francisco Cotoner y Llupía, II  marqués de Ariany, y Francisco Cotoner y Salas representando a Casa Cotoner.

### Demás actos positivos

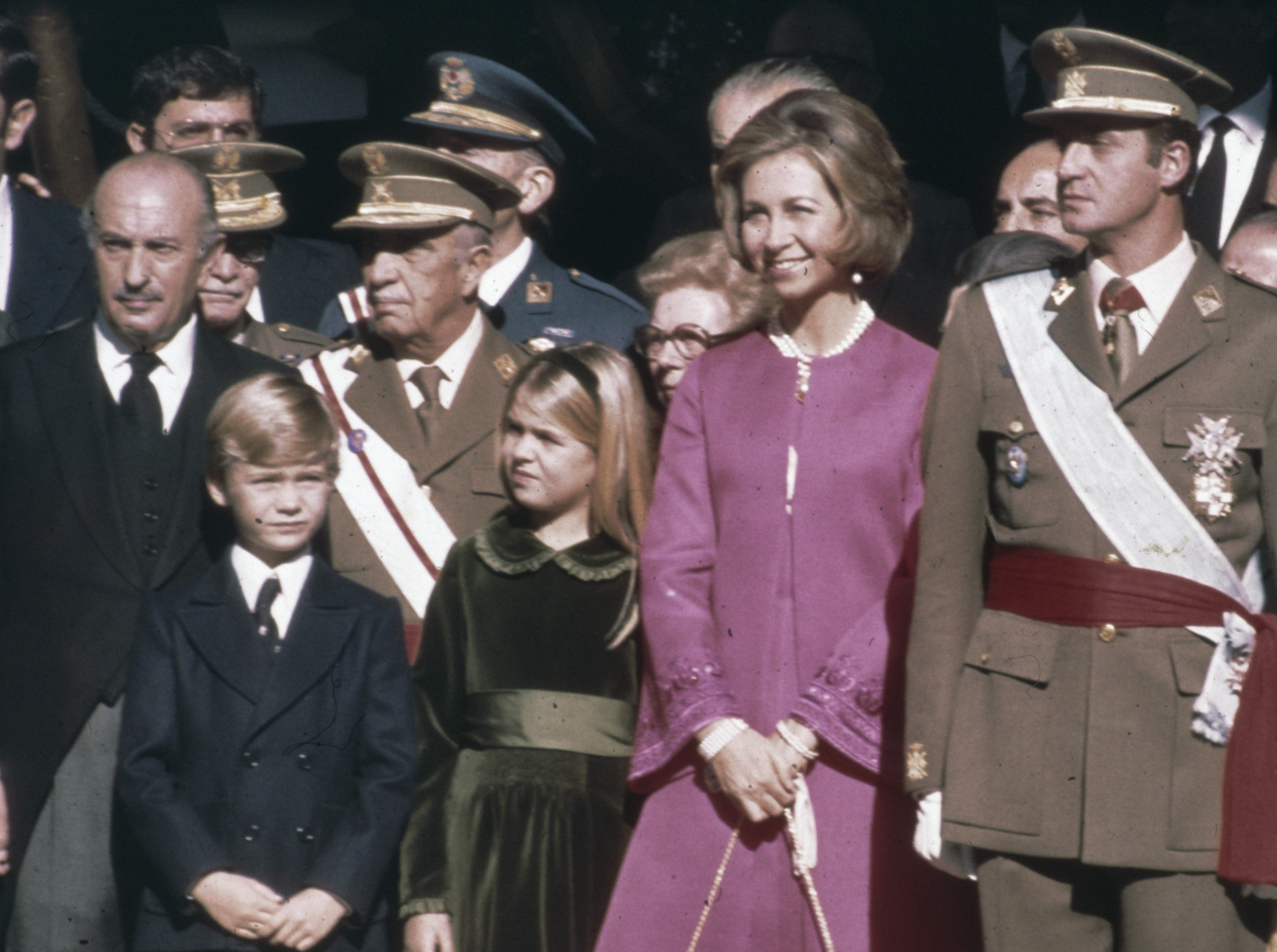
Juan Carlos I tras el acto de su proclamación como rey, sucesor de Franco, acompañado de su esposa Sofía de Grecia y de sus hijos Felipe y Cristina. A la izquierda el presidente de las Cortes franquistas, Alejandro Rodríguez de Valcárcel, de chaqué, junto al Jefe de la Casa de Su Majestad el Rey, el marqués de Mondéjar, vestido de militar.

- S.M. el Rey Felipe V, en 1717, concedió el título de marqués de Ariany a Marcos Antonio Cotoner y Sureda, natural y regidor decano de la ciudad de Palma de Mallorca por los servicios prestados durante la Guerra de Sucesión Española.[28]

- S.M. el Rey Alfonso XII de España, en 1882 le otorgó Grandeza de España a Fernando Cotoner y Chacón I marqués de la Cenia, merced está concedida inicialmente al mismo en 1871 por Amadeo I de España.

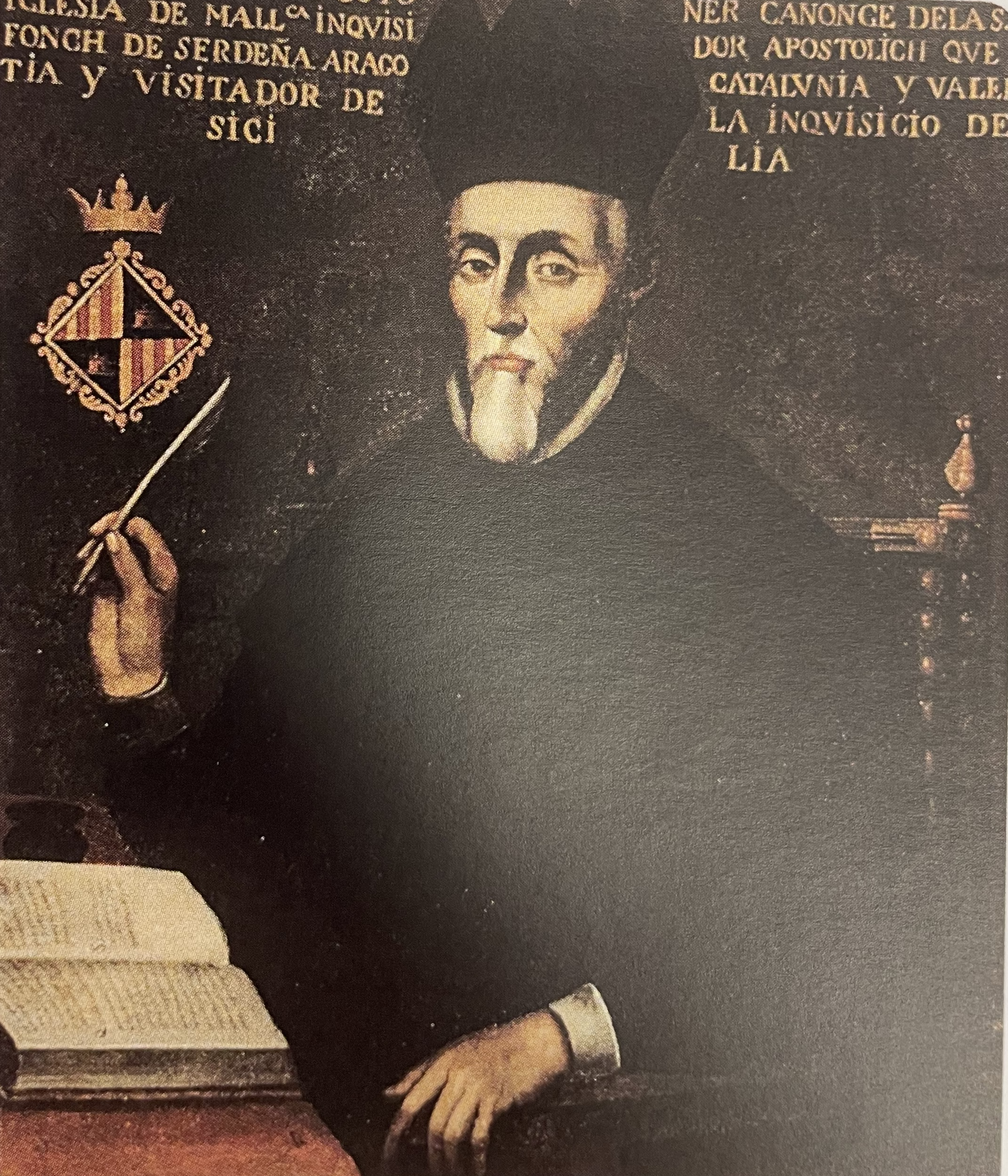
Cotoner y Ballester, Bernardo Luís. Inquisidor General de la corona de Aragón
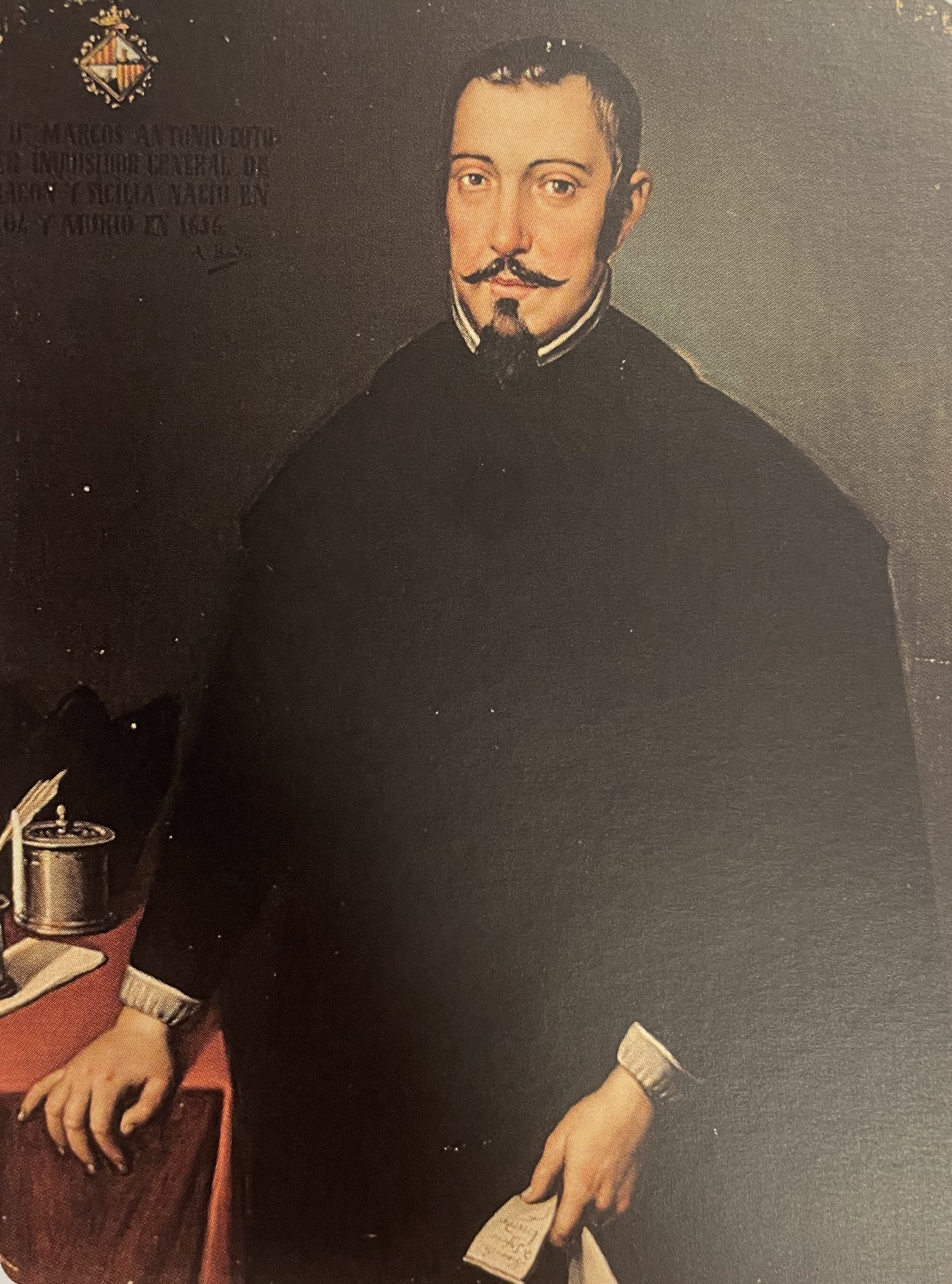
Cotoner y Sant Martí, Marco Antonio. Jurat en Cap.
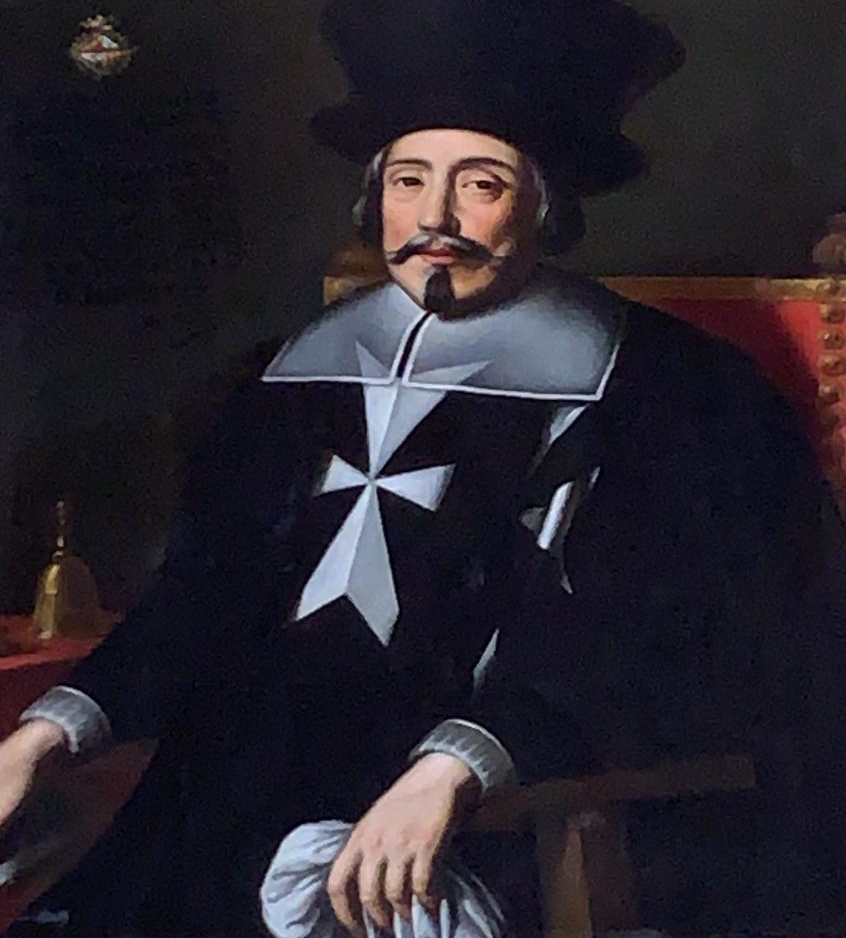
Cotoner de Oleza, Rafael. 60.º Gran Maestre de Malta.
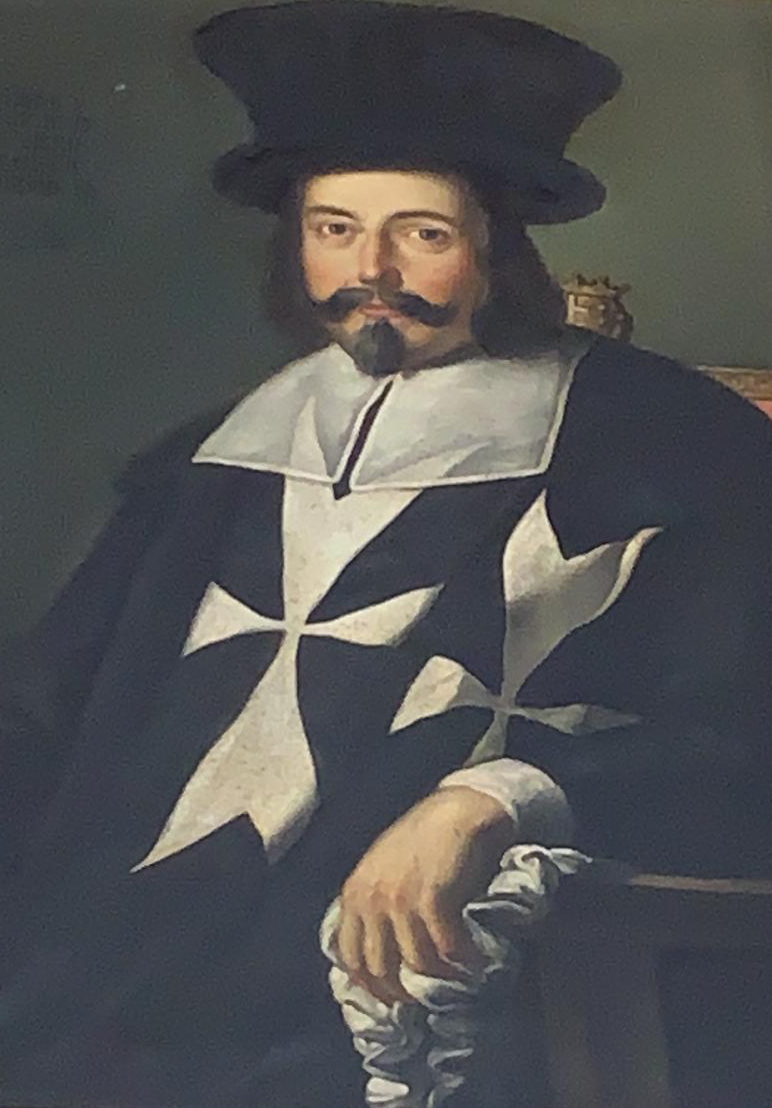
Cotoner de Oleza, Nicolás. 61.º Gran Maestre de Malta.
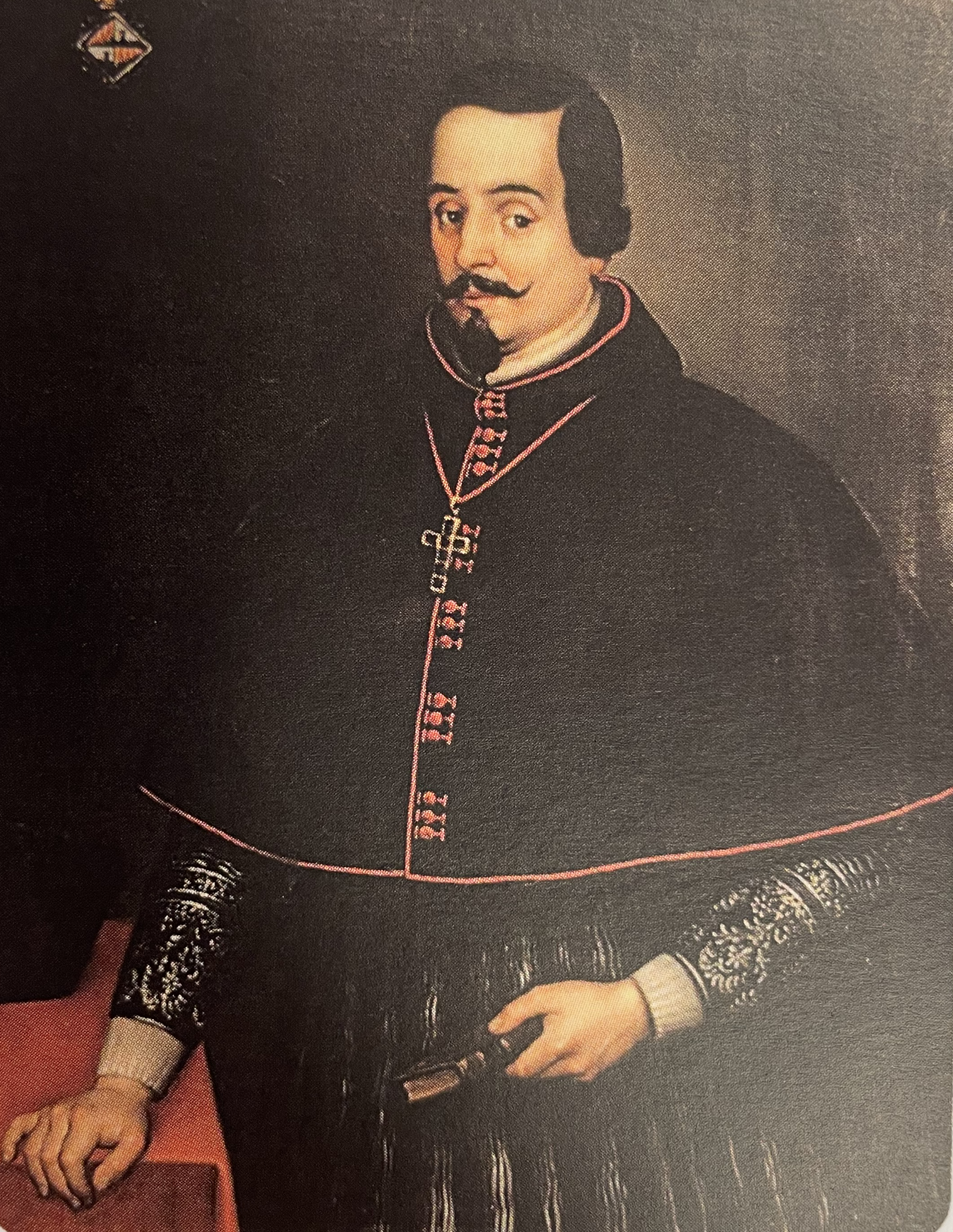
Cotoner de Oleza, Bernardo. 39º arzobispo-obispo de Mallorca y Oristán.
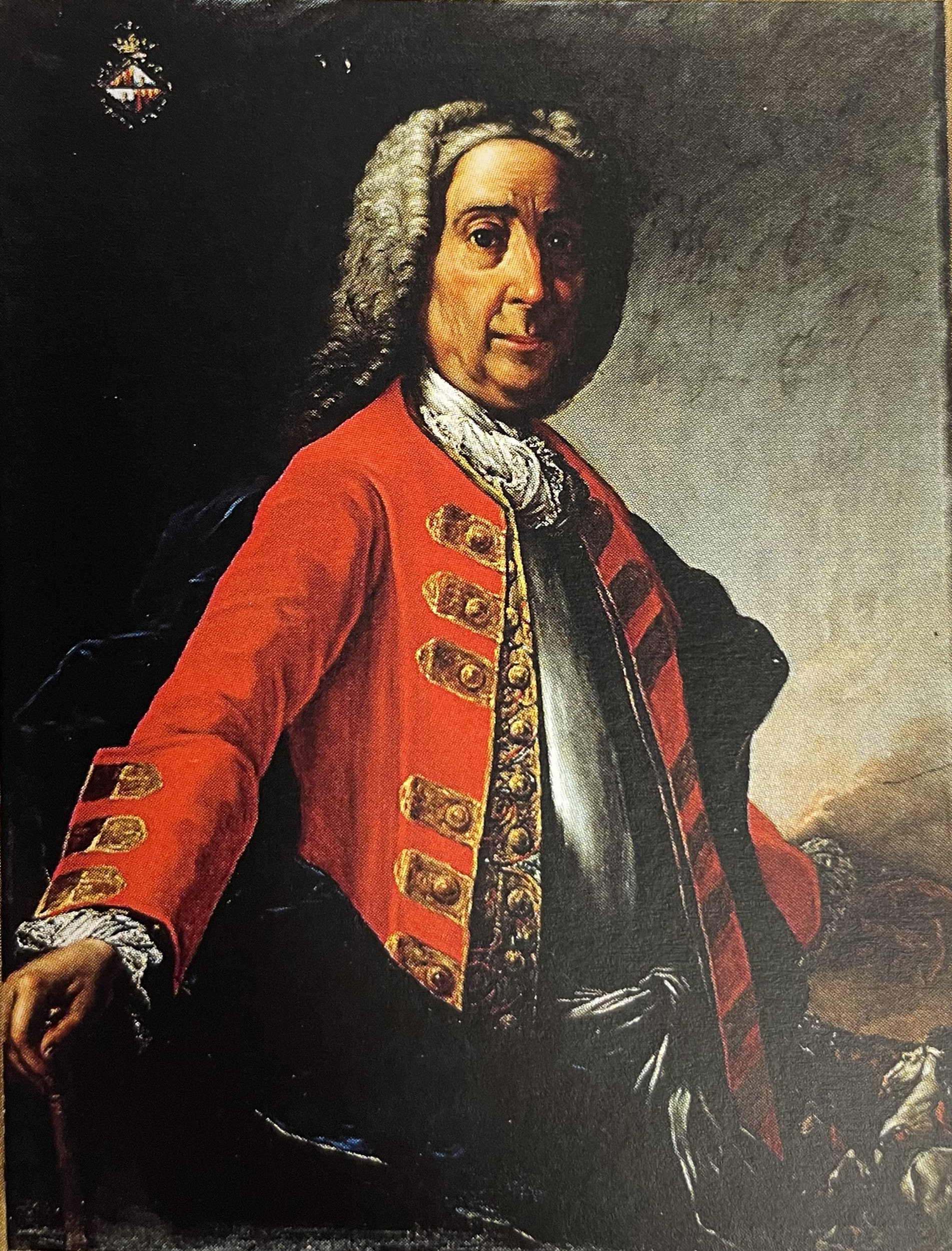
Cotoner y Sureda, Marco Antonio. 1er regidor (decano) en Palma de Mallorca.
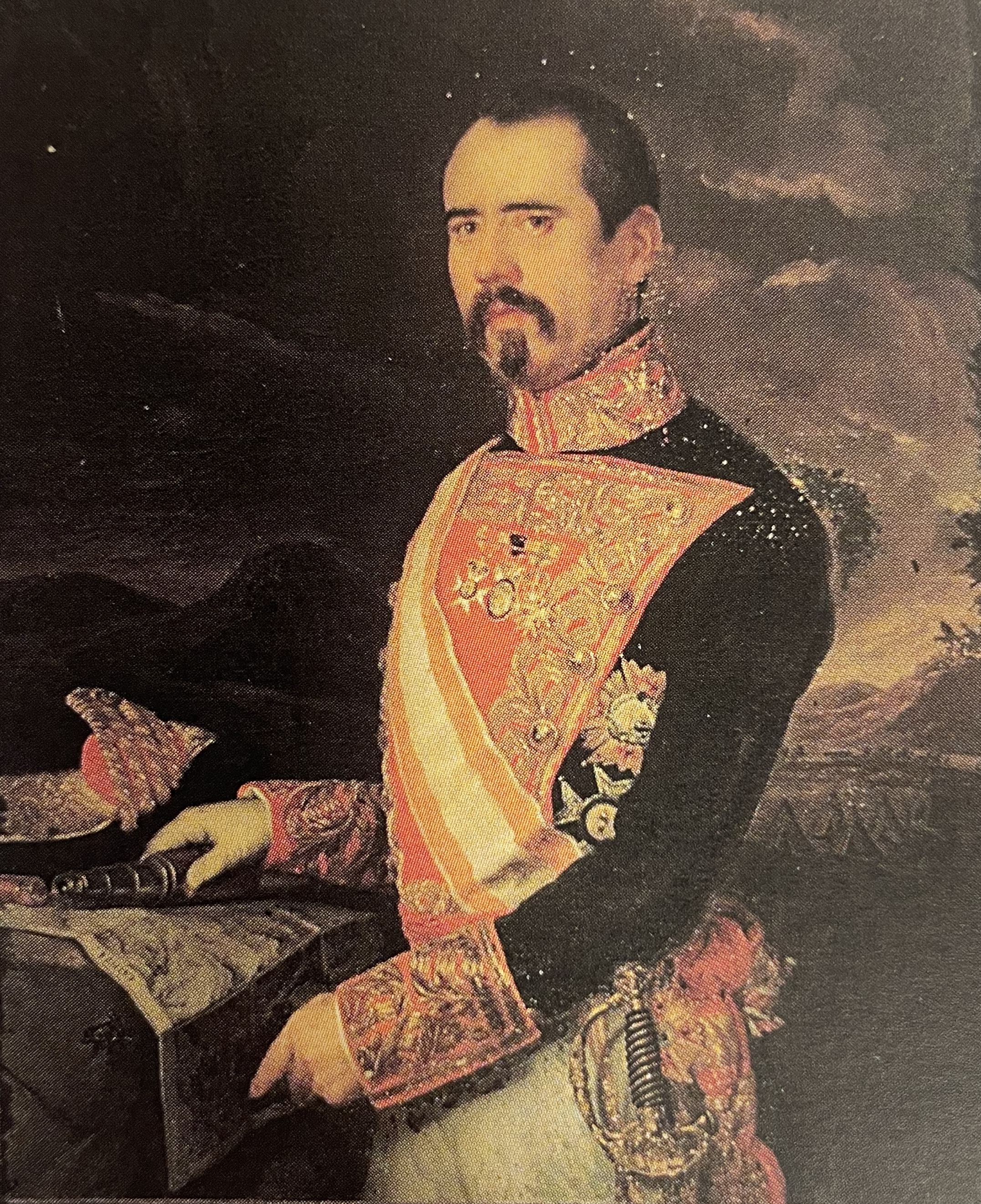
Cotoner y Chacón Manrique de Lara, Fernando. Marqués de la Cenia (GdE).
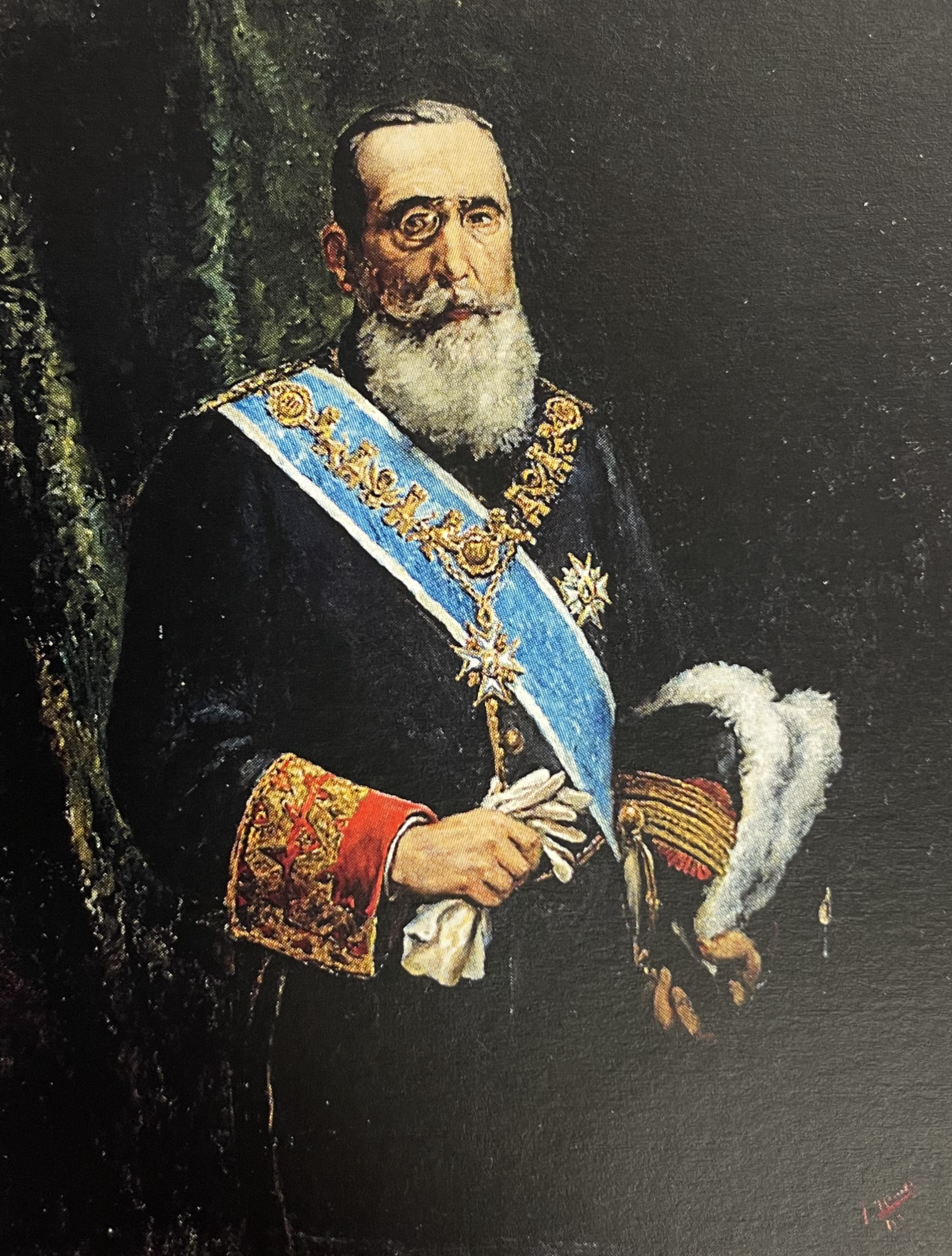
S.M. el Rey Alfonso XIII de España, en 1921, otorgó a José Cotoner y Allendesalazar, conde de Sallent, el  collar de la Real y Muy Distinguida Orden de Carlos III.

- S.M. el Rey Juan Carlos I de España, en 1977, otorgó el Toisón de Oro a Nicolás Cotoner y Cotoner, Marqués de Mondéjar.[35]

## Personajes Ilustres

### «Memento Mori»

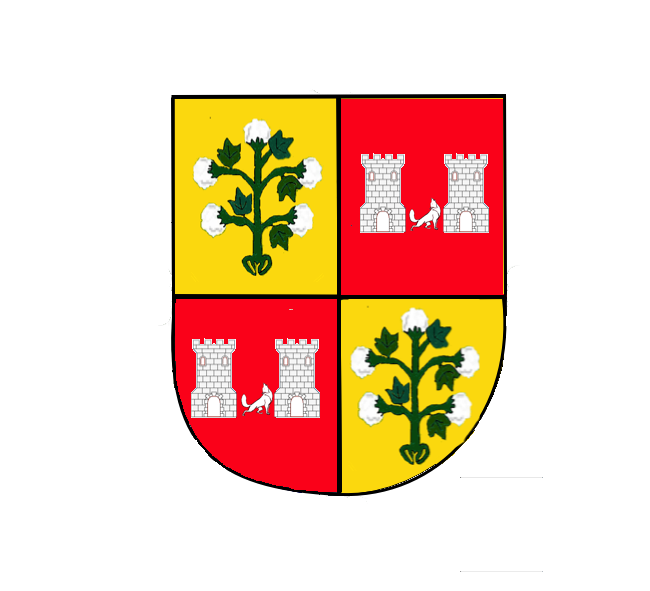
Antonio Cotoner y Vallobar, (n.1518), Síndico y embajador del reino de Mallorca en 1571,[36] y consiguió del rey la erección de la Real Audiencia de Mallorca. Obtuvo por sus muchos servicios privilegio perpetuo de caballero en 18 de octubre de 1569, y fue armado por el rey Felipe II en 1572.[37] Continuara con la filiación Marco Antonio Cotoner y Santmartí, (c.1544 - 1616), hijo ilustre de la ciudad de Palma, capitán de Artillería de la Universidad de la Ciudad y Reino de Mallorca,[38] en 1603 desempeñó el cargo de clavario de la ciudad y Jurado en cap durante el año 1608. Casó en 1597 con Juana de Oleza y Campfullós.
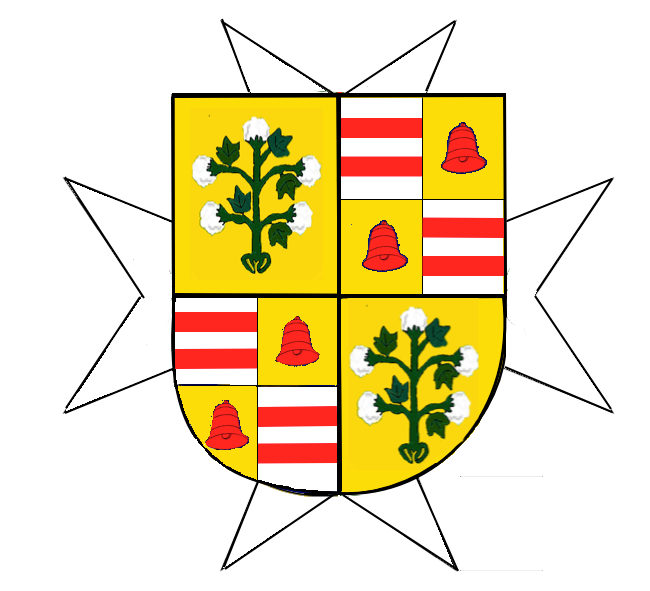
Cotoner y Sant Martí
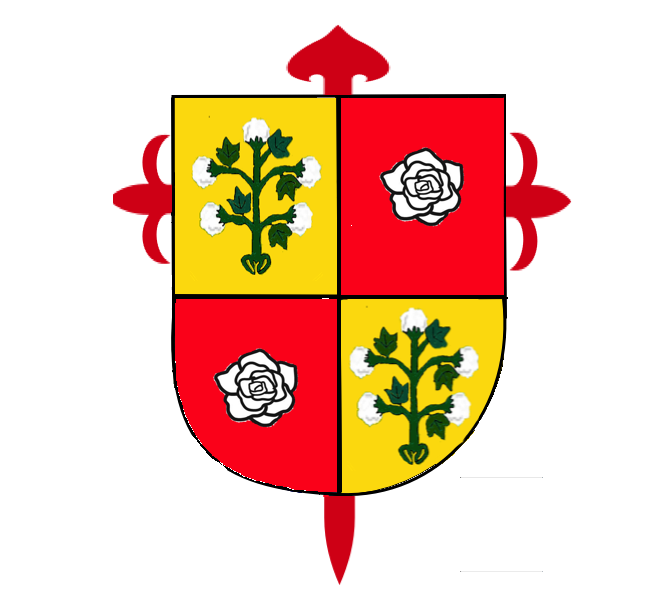
Cotoner y de Oleza
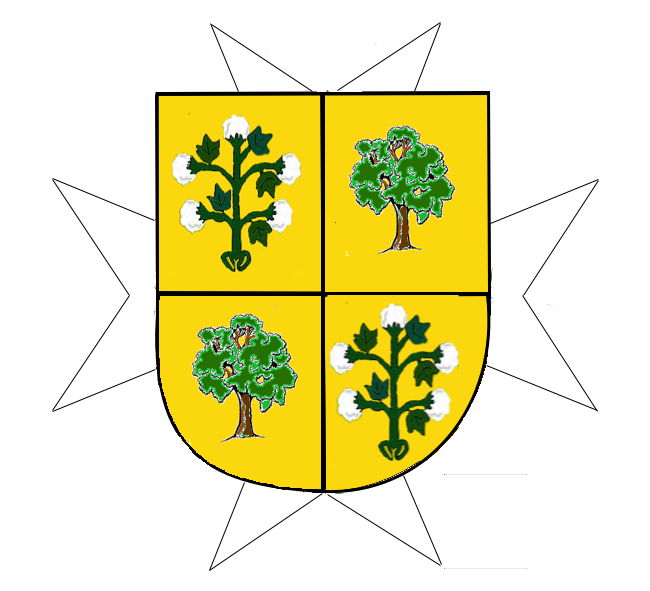
Cotoner y Sureda
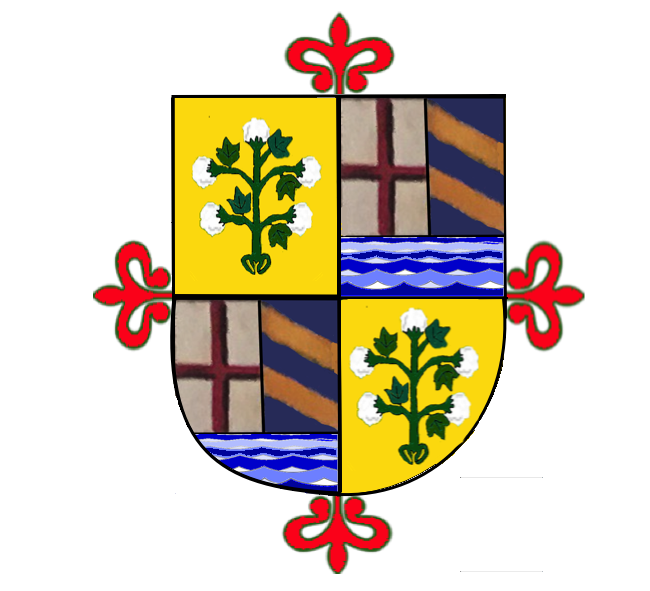
Cotoner y de Salas
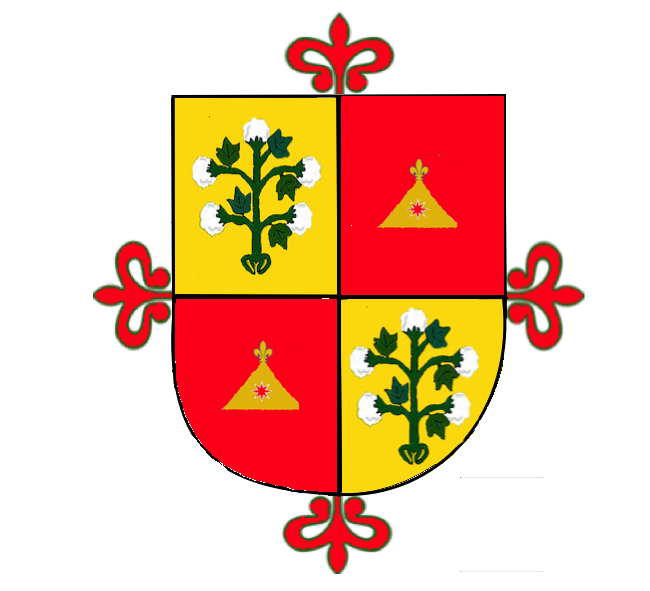
Cotoner y Despuig
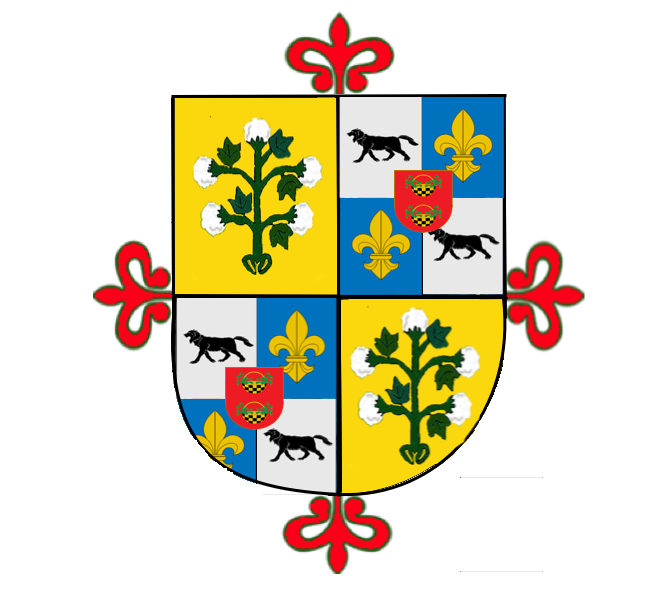
Cotoner y Chacón-Manrique de Lara
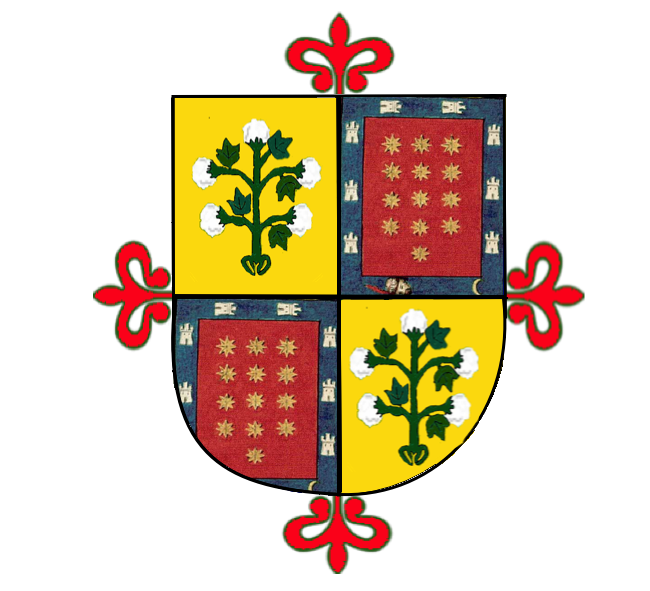
Cotoner y Allendesalazar
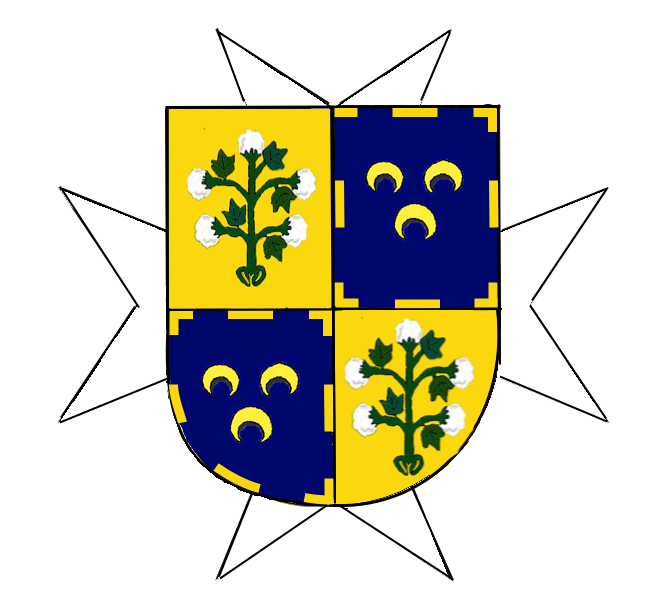
Cotoner y de Veri
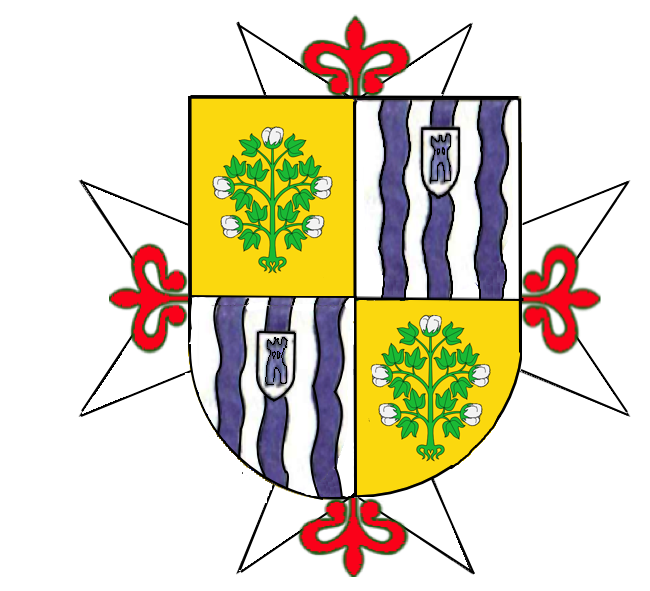
Cotoner y Gual de Torrella
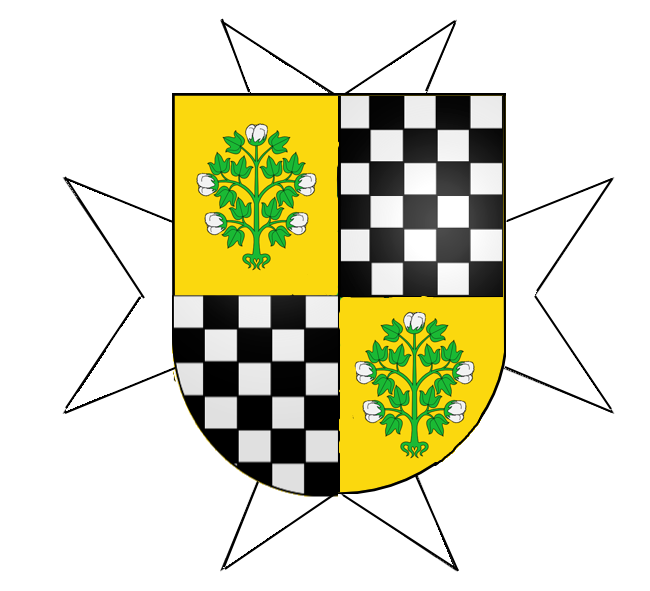
Cotoner y de Goyeneche
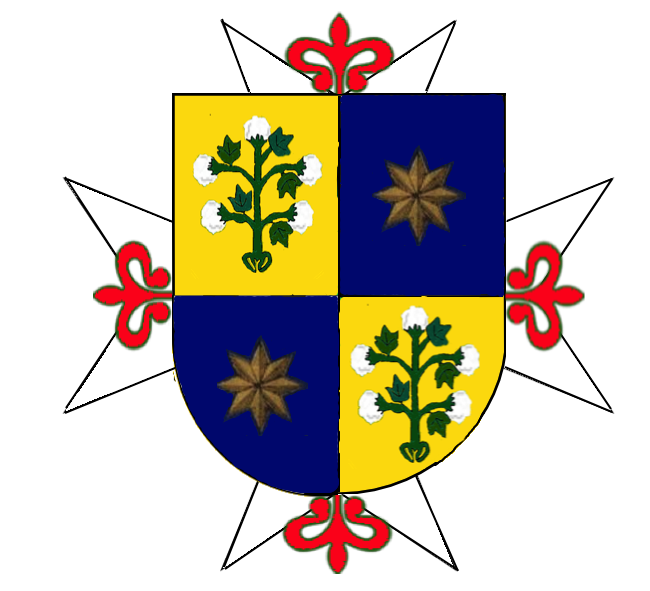
Cotoner y Fuster
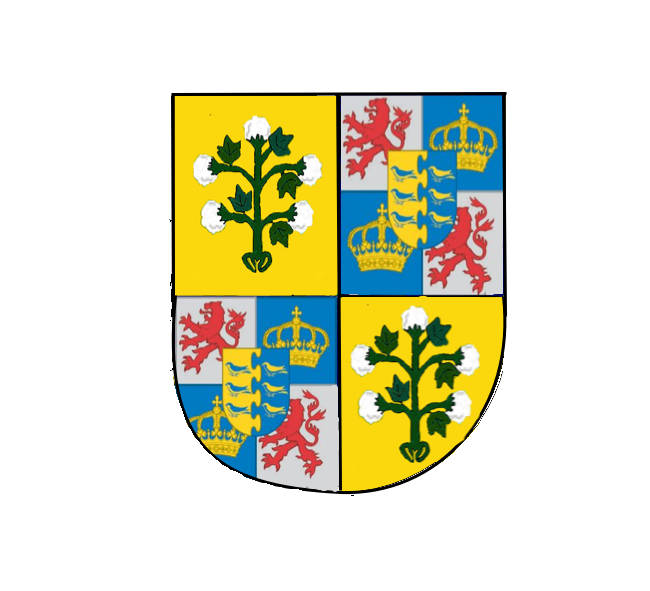
Cotoner y Fleetwood

- Nicolás Cotoner y Santmartí, (m.1624),  caballero de la Orden de Malta, Comendador de Vallfogona y Recibidor de Cataluña en 1610, de Celma y Vallmoll en 1614. de Espluga en 1615, Gran Prior de Cataluña 1622-1624.[26] En marzo de 1623 fue nombrado Embajador ante el Príncipe Filiberto, Virrey de Sicilia, embajada que servia de lazo de unión entre el Gran Maestre y la autoridad española más próxima a Malta.[40]
- Bernado Luis Cotoner y Ballester (c.1574 - 1645), hijo en segundas nupcias de Antonio Cotoner y Vallobar se dedicó al estudio de las leyes, y en la célebre Universidad de Aviñón recibió la borla de doctor en ambos derechos.[40] Entrado en edad abrazo el estado eclesiástico. Religioso dominico, inquisidor apostólico del reino de Cerdeña, Inquisidor general de los reinos de Mallorca, Aragón y Valencia y del condado de Barcelona. Murió en Palma el 3 de enero de 1645.[41]

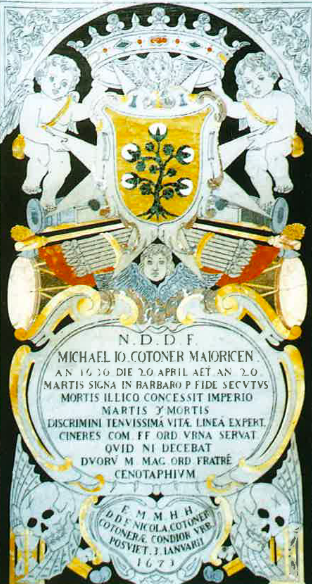
Lauda sepulcral de Miguel Cotoner y Oleza hermano de los Grandes Maestres, perdió la vida en combate naval de la escuadra de Malta a los 22 años (+1630). Enterrado en la Concatedral de San Juan (La Valeta), Malta.

- Rafael Cotoner y de Oleza (1601-1663) y Nicolás Cotoner y de Oleza (1608-1680), 60.º y 61.º Gran Maestre respectivamente del Convento, la Orden y la Religión del Hospital de San Juan de Jerusalén.[42][43][44]
- Marco Antonio Cotoner y de Oleza (1604-1656) Doctor en ambos Derechos, fue canónigo de la catedral de Palma, juez conservador de competencias del Reino de Mallorca e inquisidor General de Sicilia. Asimismo, fue autor de varias alegaciones jurídicas y de diversas composiciones poéticas, entre las que se cuenta la titulada "Reino de Oro", nombre que, según él, debía ser conocida Mallorca. Falleció en Palermo el 19 de diciembre de 1656.
- Bernardo Cotoner y de Oleza (1613-1684) Doctor en Derecho Civil y Canónico. Fue rector de la parroquia de Manacor y canónigo de la catedral. Al ser nombrado vicario general sede vacante, defendió los fueros del clero frente a la autoridad civil del virrey. Por elección real, fue arzobispo de Oristany y en Cerdeña antes de ser nombrado obispo de Mallorca, ministerio en el que tuvo que arrostrar sucesivos enfrentamientos entre el poder eclesiástico y el civil, y entre los frailes capuchinos y los padres observantes de San Francisco que se oponían enconadamente a que aquellos fundasen en la isla. El papel de don Bernardo también fue decisivo en otras cuestiones, especialmente el establecimiento de los primeros estudios universitarios mallorquines, que consiguió de la reina regente Dª Mariana de Austria.
- Marcos Antonio Cotoner y Sureda (1665-1749) fue un noble, político y militar español, I marqués de Ariany, Regidor decano del Ayuntamiento de Palma de Mallorca y Alférez mayor como consecuencia de la Toma borbónica de Mallorca.[45][46][47]
- Miguel Cotoner y Sureda (+1737), Caballero de la Orden de San Juan (1669), participó en las fiestas celebradas en honor de Felipe V en 1702. Fue uno de los emisarios designados para comunicar a la escuadra anglo-holandesa de Leake la negativa de la rendición de la isla.[48]Capitán de caballería, participó en la batalla de Villaviciosa.[32]
- Francisco Cotoner y Salas (1724-1807) caballero de la Orden de Calatrava y regidor perpetuo de Palma por la clase noble, sirvió a S.M. en toda la guerra contra la República de Francia alcanzando el empleo de brigadier de los reales ejércitos.[49][50] Mención especial merece el soneto en alabanza a a la Virgen Nuestra Señora de Lloseta.[51]

- José Cotoner y Despuig (1773-1846) IV marqués de Ariany, capitán de las milicias provinciales, caballero profeso de la Orden de Calatrava y regidor perpetuo de Palma por la clase noble, creado el 1 de febrero de 1807 socio de mérito de la Real Academia de Bellas Artes de San Fernando.[50][52]

- Fernando Cotoner y Chacón-Manrique de Lara (1817-1888),  titulado I marqués de la Cenia, (GE), Gran Cruz de la Real y Distinguida Orden de Carlos III, caballero de la Orden de Calatrava,  teniente destacado en las guerras carlistas, gobernador de Puerto Rico,[53] Capitán General de Baleares, Ministro de guerra y director general de la Guardia Civil.[50][54][55] Senador por la provincia de Baleares y vitalicio.[56]
- José Cotoner y Allendesalazar (1848-1927), conde de Sallent, Caballero del collar de la Orden de Carlos III, primer secretario del Congreso de los Diputados (1884-1890)[54][57][58] y director general de la administración local bajo Francisco Silvela (1890-1892).[59] Hijo Ilustre de Palma.[60] En 1877 se casó con María del Carmen Álvarez de las Asturias Bohórquez y Álvarez de las Asturias Bohórquez, hija y heredera del marquesado de Mondéjar, del condado de Sallent y demás títulos.
- Pedro Cotoner y de Veri (1872-1935), III marqués de la Cenia, IX marqués de Anglesola, caballero de la Orden de Malta y gentilhombre grande de España con ejercicio y servidumbre de Alfonso XIII de España. Senador por la provincia de Baleares.[61]
- Nicolás Cotoner y Cotoner (1905-1996), XXIII marqués de Mondéjar (GE), VIII marqués de Ariany, XXIII conde de Tendilla, Caballero de la Orden del Toisón de Oro, Caballero Gran Cruz de la Real y Distinguida Orden Española de Carlos III, caballero de la Orden de Malta y la de Calatrava, jefe de la Casa del Rey Juan Carlos I, desde 1975 a 1990.[62][63]

### Galería de imágenes

#### Hijos Ilustres de la ciudad de Palma[64]
- Cotoner y Ballester, Bernardo Luís. Inquisidor General de la corona de Aragón[65]
- Cotoner y Sant Martí, Marco Antonio. Jurat en Cap.[66]
- Cotoner de Oleza, Rafael. 60.º Gran Maestre de Malta.[67]
- Cotoner de Oleza, Nicolás. 61.º Gran Maestre de Malta.[67]
- Cotoner de Oleza, Bernardo. 39º arzobispo-obispo de Mallorca y Oristán.[68]
- Cotoner y Sureda, Marco Antonio. 1er regidor (decano) en Palma de Mallorca.[69]
- Cotoner y Chacón Manrique de Lara, Fernando. Marqués de la Cenia (GdE).[70]
- Cotoner y Allendesalazar, José. conde de Sallent.[71]

#### Más imágenes

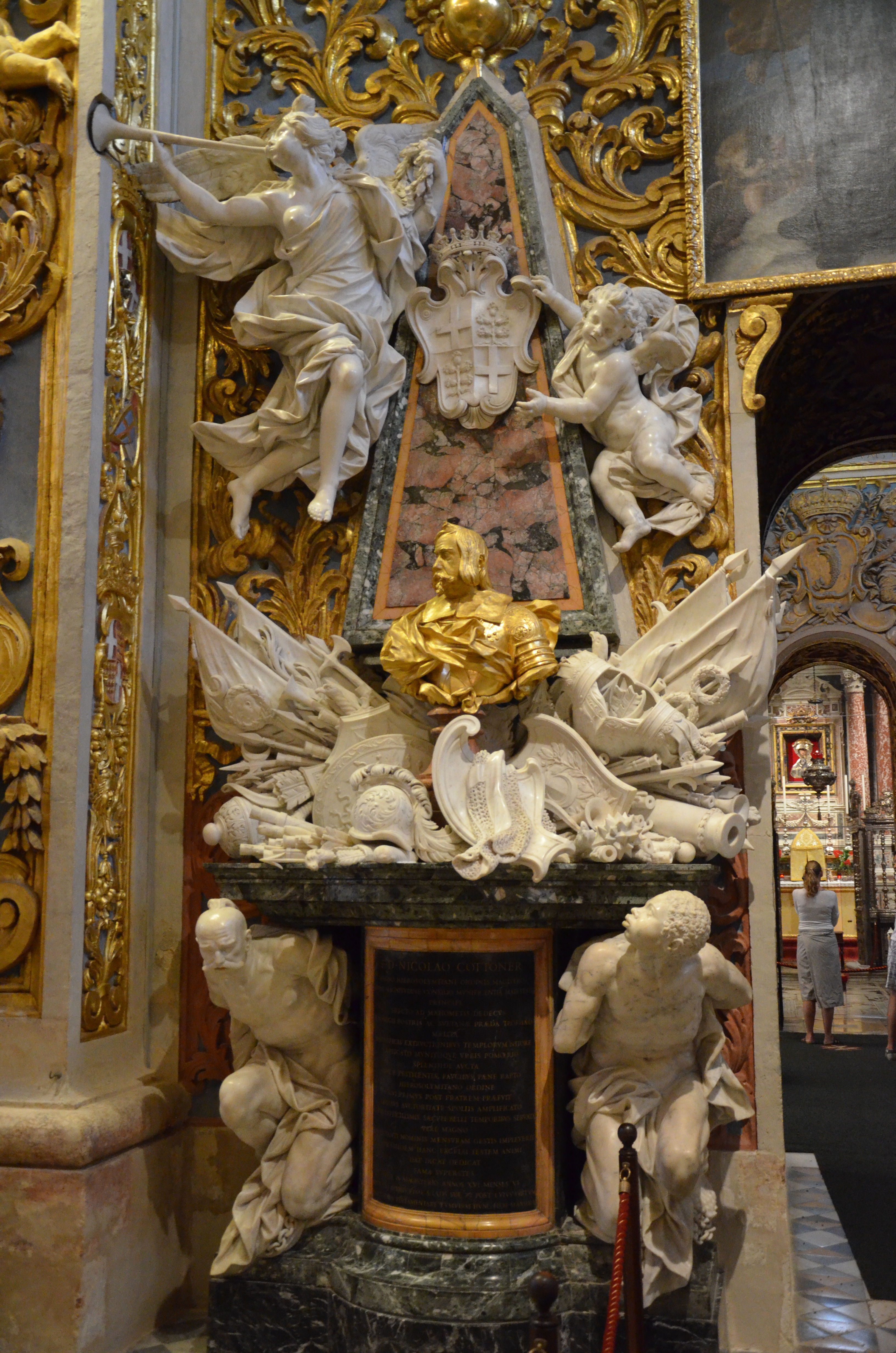
Capilla de Aragón, co-catedral de la Valetta.
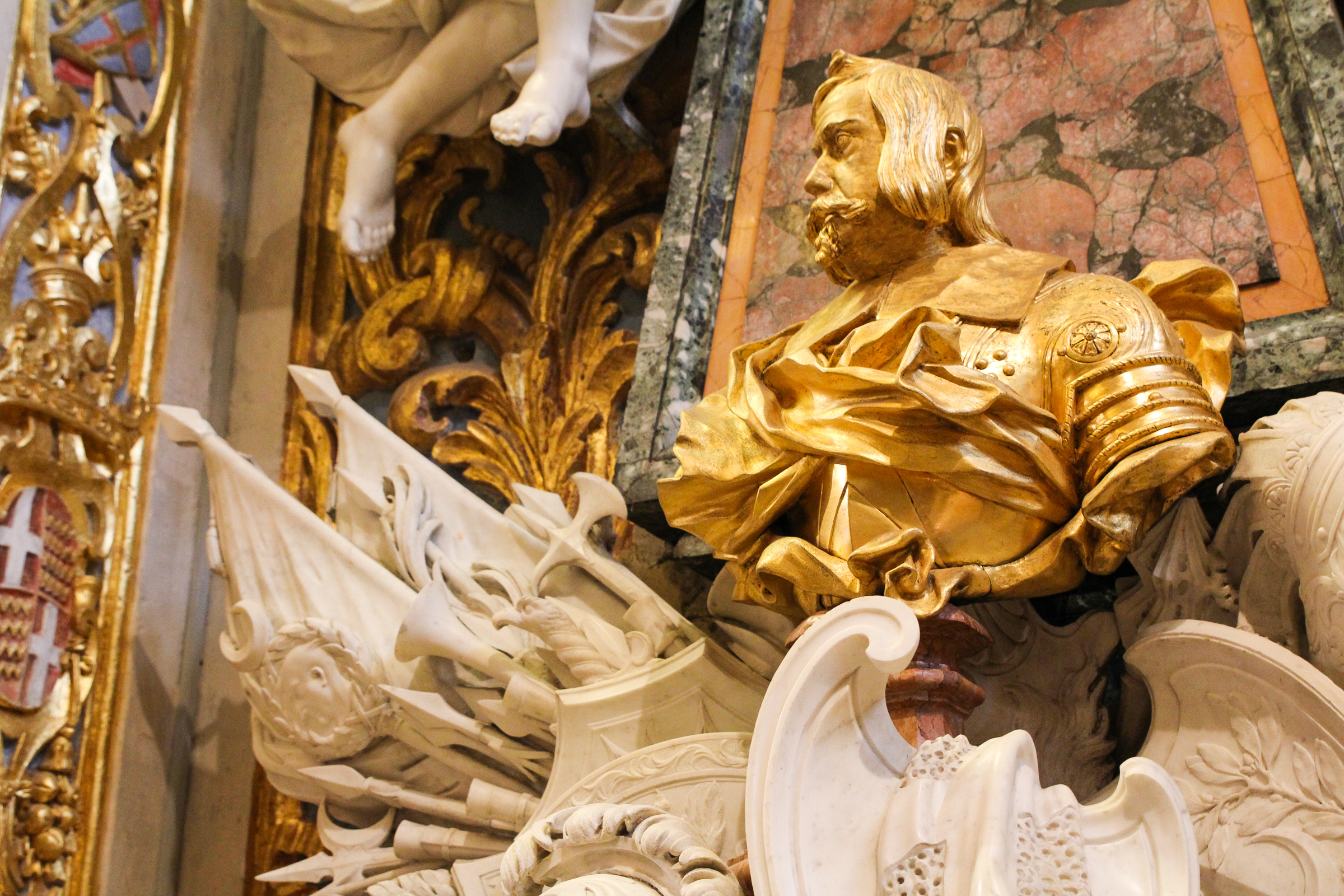
Monumento funerario en la capilla de San Jorge o de la Lengua de Aragón, Concatedral de San Juan (La Valeta), Malta.
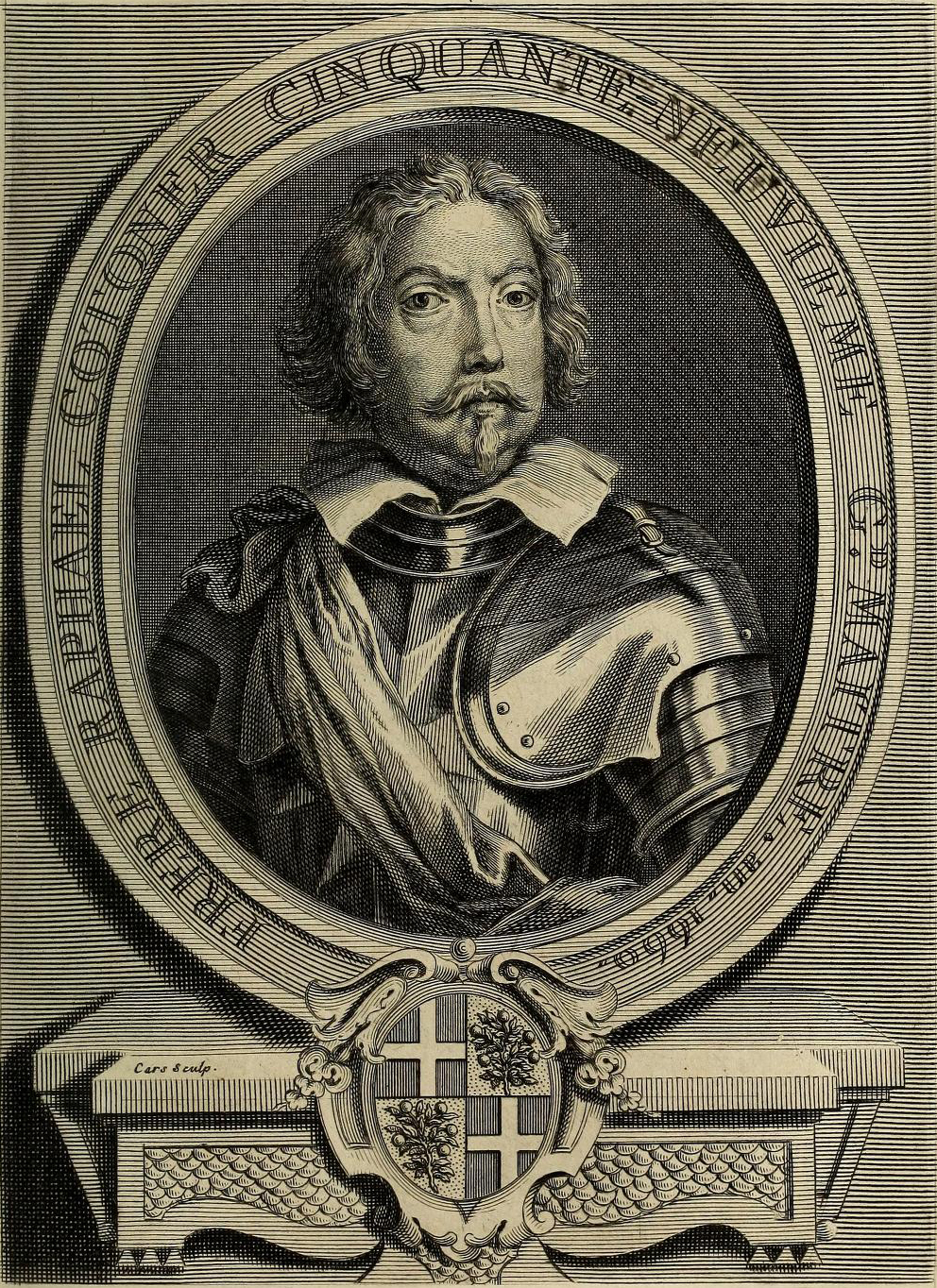
Rafael Cotoner y Oleza, 60.º Gran Maestre de Malta.
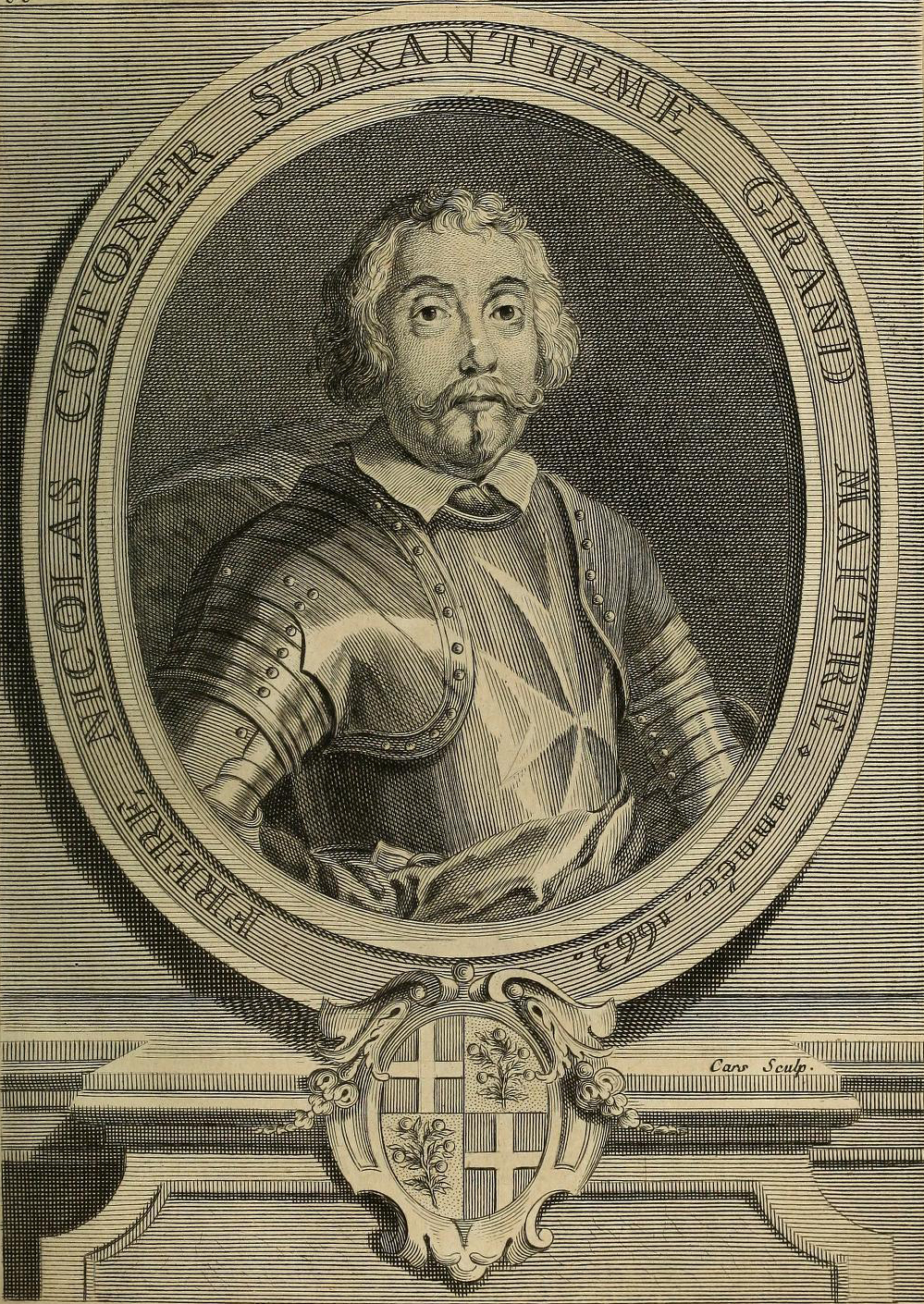
Nicolás Cotoner y Oleza, 61.º Gran Maestre de Malta.
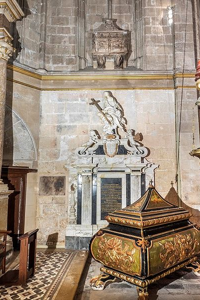
Sepultura de Bernardo Cotoner de Oleza, Catedral de Palma, también conocida como La Seu, (Mallorca).
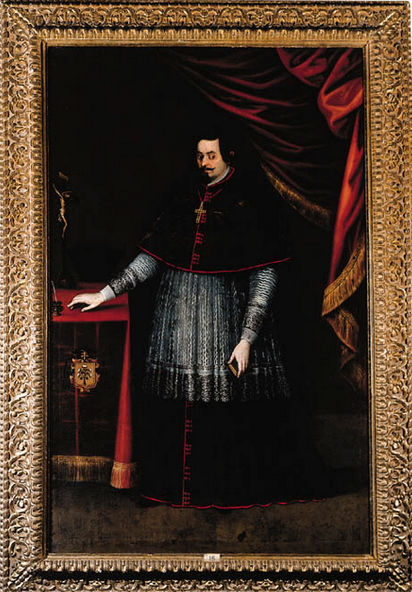
Bernardo Cotoner y de Oleza, 34.º obispo de Mallorca.
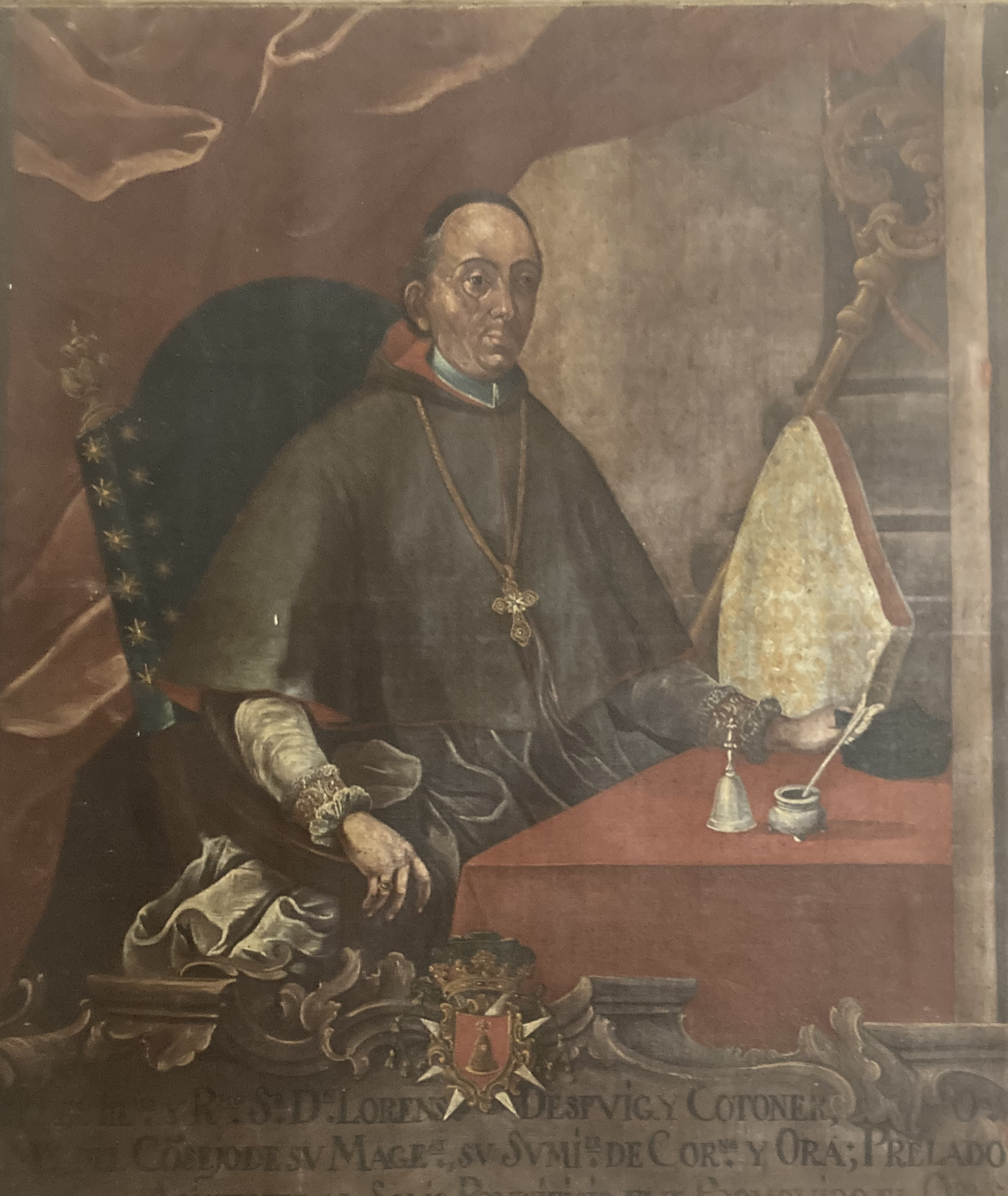
Lorenzo Despuig y Cotoner, Obispo de Mallorca, Arzobispo de Tarragona. Consejero de SM y Sumiller de Corps.
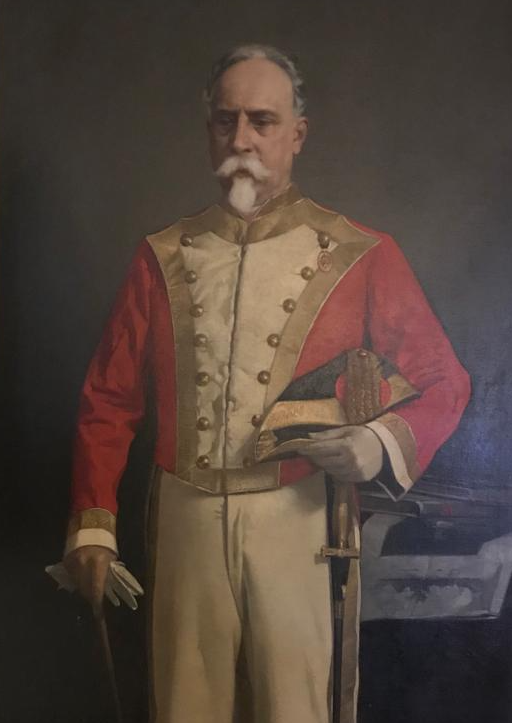
Francisco Cotoner y Chacón Manrique de Lara, V marqués de Ariany.
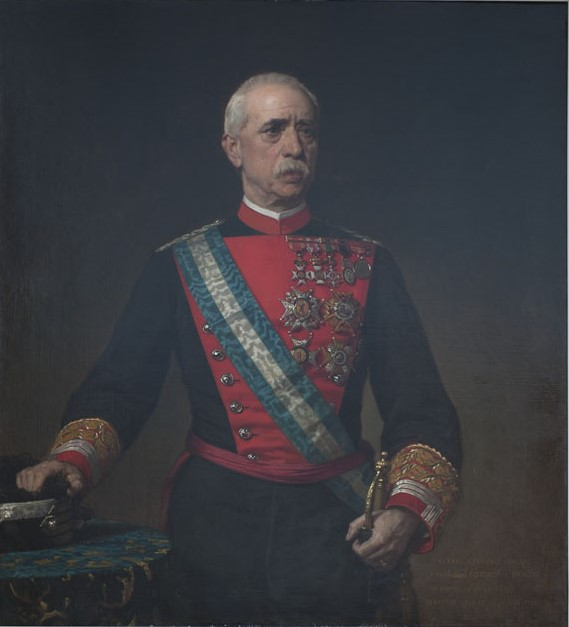
Fernando Cotoner y Chacón Manrique de Lara, I marqués de la Cenia (GdE).
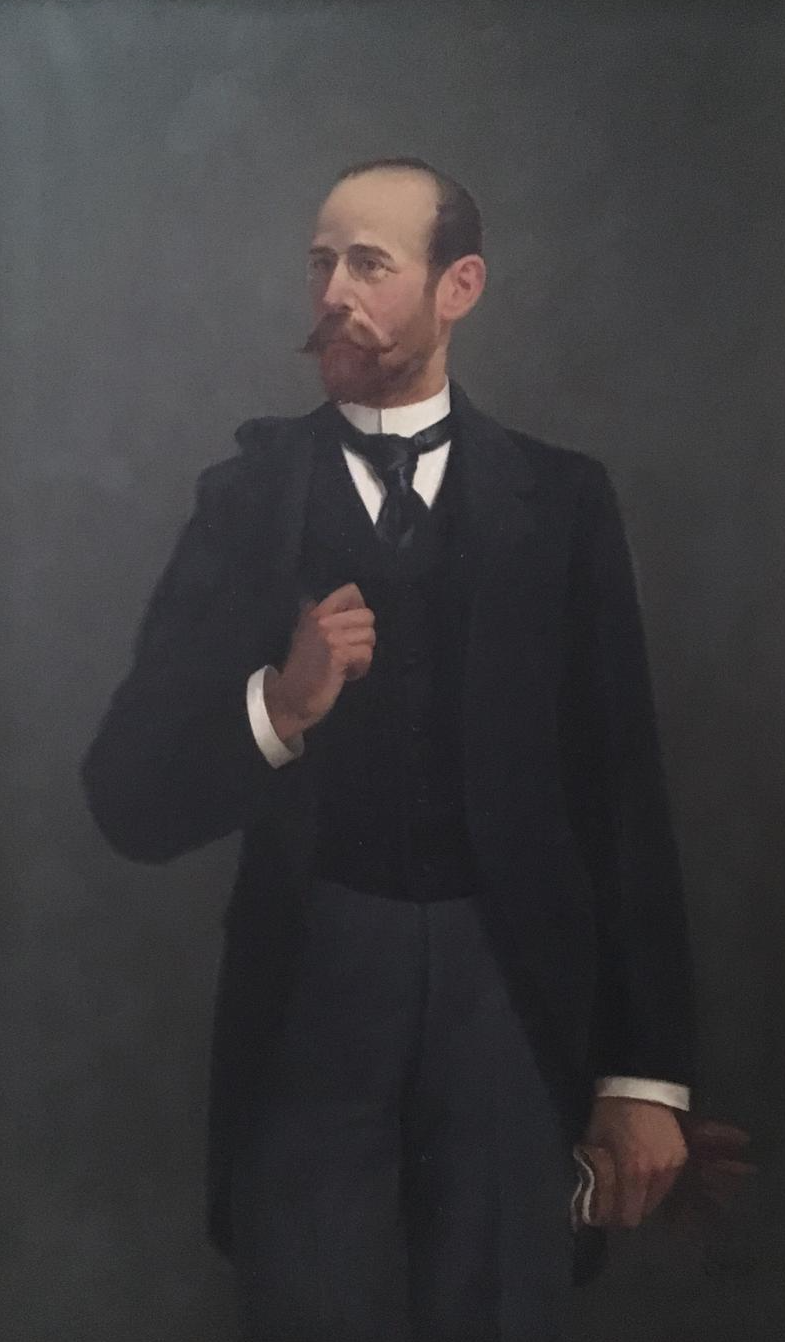
Nicolas Cotoner y Allendesalazar, II marqués de la Cenia (GdE) y VI de Ariany.
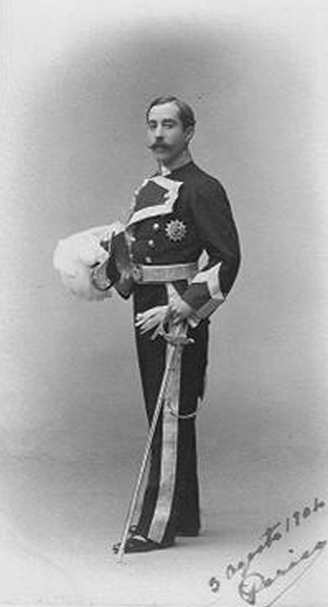
Pedro Cotoner y Veri, III marqués de la Cenia (GdE) y IX de Anglesola.
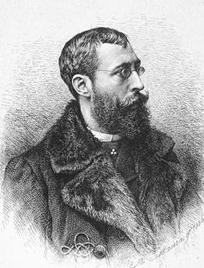
José Cotoner y Allendesalazar, conde de Sallent.
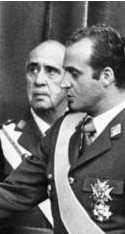
Nicolás Cotoner y Cotoner (al fondo) el 22 Nov de 1975, dia de la proclamación de Juan Carlos I en las Cortes Españolas.
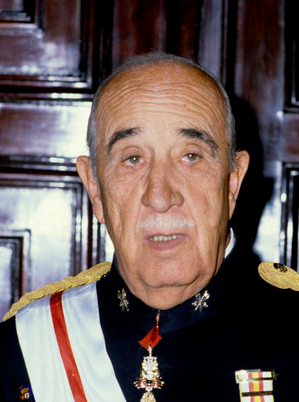
Nicolás Cotoner y Cotoner, XXIII marqués de Mondéjar (GdE), caballero del Toisón de Oro.

## Situación actual

### Jefatura de los Cotoner
Jefatura por primogenitura que, al tratarse de un parentesco agnaticio,sigue la línea genealógica denominada de “varonía” que se compone, en sentido ascendente o descendente, únicamente de varones.
- El jefe actual (desde 1997) es Iñigo Cotoner y Martos, XXIV marqués de Mondéjar (GE).

#### Orden de sucesión
- Iñigo Cotoner y Martos, XXIV marqués de Mondéjar, (GE).
  - (1) Iñigo Cotoner y Vidal, XXVII conde de Tendilla.
- (2) Nicolás Cotoner y Martos, X marqués de Ariany.
  - (3) Nicolás Cotoner y Macaya, XV marqués de Adeje.
    - (4)

### Grandezas de España y Títulos del Reino
En la España de hoy, la posesión de un  título nobiliario no supone ningún privilegio legal ni fiscal y está sometida al pago de su impuesto correspondiente. Es una distinción de carácter meramente honorífico y simbólico.
Son dos los títulos que han sido concedidos a miembros de esta Casa.
| - Ariany, marquesado de. | - Cenia, marquesado de la (GE). |  |

A continuación se detallan los títulos cuyos títulares son (o han sido) miembros de esta Casa.
| - Adeje, marquesado de. - Amalfi, ducado de (GE) . - Anglesola, marquesado de. - Bélgida, marquesado de. - Coruña, condado de la. | - Gomera, condado de la. - Mondéjar, marquesado de (GE). - Orellana la Vieja, marquesado de - Sallent, condado de. - Tendilla, condado de. | - Ugena, Vizcondado de. - Villamayor de las ibernias, marquesado de. - Villardompardo, condado de. |

### Vinculación con las órdenes de caballería

#### Orden de Malta
La Orden de Malta continua fiel a su misión centenaria de servicio a las personas vulnerables y los enfermos, gestiona proyectos médicos, sociales y humanitarios en 120 países. La misión de la Orden está resumida en su lema, "Tuitio Fidei et Obsequium Pauperum": testimonio y defensa de la fe (Tuitio Fidei) y asistencia a los enfermos y los necesitados (Obsequium Pauperum). Con una notable actividad asistencial tanto a nivel nacional como internacional.
Son miembros de Honor y Devoción en la Orden de Malta:
- Íñigo Alfonso Cotoner y Martos, XXIV marqués de Mondéjar (GdE).[81]
- Nicolás Cotoner y Martos, IX marqués de Ariany.[81]
- Luisa Cotoner y Cerdó, XVIII condesa de Villardompardo.[81]
- José Fernando Cotoner y Cerdó.[81]
- Juan Pedro Cotoner y Cerdó.[81]
- Nicolás Cotoner y de Goyeneche.[81]
- Joaquín Cotoner y de Goyeneche.[81]
- Joaquín Francisco Cotoner y Fuster.[81]

#### Orden de Calatrava
Hoy, los fines de las Órdenes Españolas son básicamente los mismos que cuando fueron fundadas: la labor benéfico-social y cultural, la defensa de la fe, la santificación personal y el culto divino. Sus doscientos cincuenta caballeros mantienen el espíritu y la vida de las Órdenes bajo su Gran maestre, el Rey Felipe VI, y el Real Consejo de las Órdenes, presidido por S.A.R. Don Pedro de Borbón Dos Sicilias, Duque de Calabria.
Son Caballeros de la Orden de Calatrava:
- Nicolás Cotoner y Martos, IX marqués de Ariany.[83]
- José Luis Cotoner y Martos, XI marqués de Bélgida.[83]
- Joaquín Francisco Cotoner y Fuster.[83]

### Diccionario Biográfico Español
- Juan Vidal, Josep. «Bernat Lluís Cotoner y Ballester» (Web). madrid: Diccionario biográfico español. Consultado el 20 de noviembre de 2021. «Cotoner y Ballester, Bernat Lluís. Palma de Mallorca (Islas Baleares), 1571 – 1645. Inquisidor.».
- Juan Vidal, Josep. «Rafael Cotoner y d' Olesa» (Web). madrid: Diccionario biográfico español. Consultado el 20 de noviembre de 2021. «Cotoner y d’Olesa, Rafael. Palma de Mallorca (Islas Baleares), 1601 – La Valetta (Malta), 28.X.1663. Gran Maestre de la Orden de Malta.».
- Juan Vidal, Josep. «Nicolau Cotoner y d' Olesa» (Web). madrid: Diccionario biográfico español. Consultado el 20 de noviembre de 2021. «Cotoner y d’Olesa, Nicolau. Palma de Mallorca (Islas Baleares), 19.II.1608 – Malta, 29.IV.1680. Gran Maestre de la Orden de Malta.».
- González Calleja, Eduardo. «Fernando Cotoner y Chacón» (Web). madrid: Diccionario biográfico español. Consultado el 20 de noviembre de 2021. «Cotoner Chacón, Fernando. Marqués de la Cenia (I). Palma de Mallorca (Islas Baleares), 15.I.1810 – Barcelona, 16.VI.1888. Teniente general del Ejército y ministro.».
- Azcona Pastor y Matteo, José Manuel. «Nicolás Cotoner y Cotoner» (Web). madrid: Diccionario biográfico español. Consultado el 20 de noviembre de 2021. «Cotoner y Cotoner, Nicolás. Marqués de Mondéjar (XXII). Palma de Mallorca (Islas Baleares), 19.X.1905 – Madrid, 6.III.1996. Aristócrata y militar.».

### Publicaciones
- Malavolti, Orlando (1599). «Dell'Historia di Siena: Doue, oltr'a molti fatti di quei Cittadini operati dalla Rotta di Montaperte sino all'anno MCCCCIIII.». Per Salvestro Marchetti Libraro in Siena all'insegna della Lvpa,. settimo. «Montorgiali [...] Capitoli della pace fata tra' Sanesi e conti de Santa Fiore.»
- Malavolti, Orlando (1599). «De'fatti e guerre de'Sanesi, cosi esterne, come ciuili, seguite dall'origine della lor citt'a fino all'anno MDLV». Per Salvestro Marchetti Libraro in Siena all'insegna della Lvpa,. Terzo. «Della terra del Cotono [...] e sua corte, fata de parte sua dal Signor Niccolò di Magino di Piero,  che s'obligo di presetare il Palio».
- Ribas de Pina, Miquel (1928-1929). «La Nobleza mallorquina en la Orden de Malta. La Casa Cotoner (X)». Bolletí de la Societat Arqueològica Lul·liana: Revista d'estudis històrics. 22: 292-296. ISSN 0212-7458.
- Miquel Dolç i Dolç (coord.) (ed.). «Cotoner». Gran Enciclopedia de Mallorca (Volumen 2 edición). Palma: Promomallorca. ISBN 84-8661702-2.

- Montaner, Perico, conde de Zavellá (1990). Una conspiración Filipista: Mallorca, 1711.. ISBN 84-87570-00-3.
- Planas Rosello, Antonio (2008). «La jurisdicción de las órdenes militares en la Mallorca de los Austrias». MRAMEG 18: 29-36. «Durante la época medieval los nobles mallorquines no abrazaron el hábito de unas órdenes cuyas bases territoriales se hallaban fundamentalmente en la Corona de Castilla (en el caso de Santiago, Alcántara y Calatrava) o en el reino de Valencia (en el caso de Montesa). Sin embargo, a lo largo del siglo XVI, tras la unión de las coronas de Castilla y Aragón y la sucesiva integración del gran maestrazgo de las órdenes en la Corona, se produjo una creciente incorporación de caballeros mallorquines a tales institutos militares.».
- Cotoner, Luisa, condesa de Villardompardo (2016). «El "Fons Cotoner" del Arxiu Municipal de Palma: Primera aproximación descriptiva». Memòries de la Reial Acadèmia Mallorquina d'Estudis Genealògics, Heràldics i Històrics 26. ISSN 1885-8600.

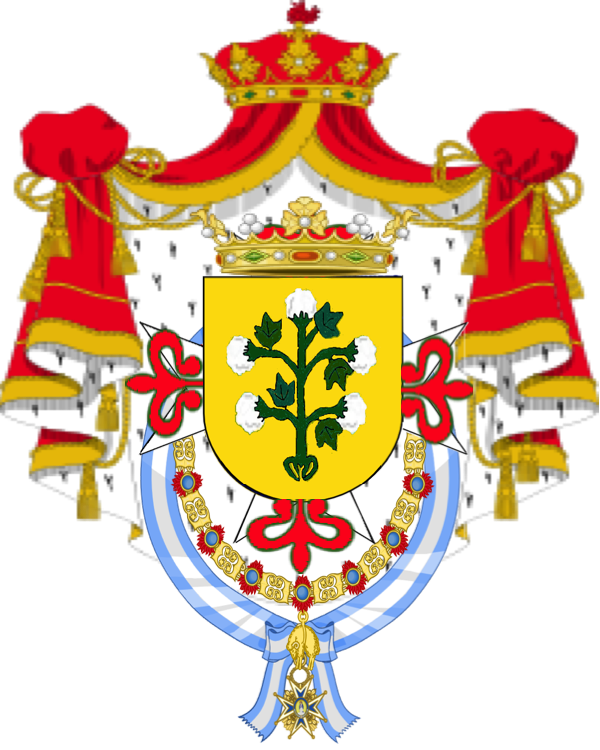
Cotoner, Luisa, condesa de Villardompardo (2018). «Los Rembrandt de Casa Cotoner, apostillas y noticias inéditas.». Sociedad Arqueológica Luliana 74: 207-229. ISSN 0212-7458.
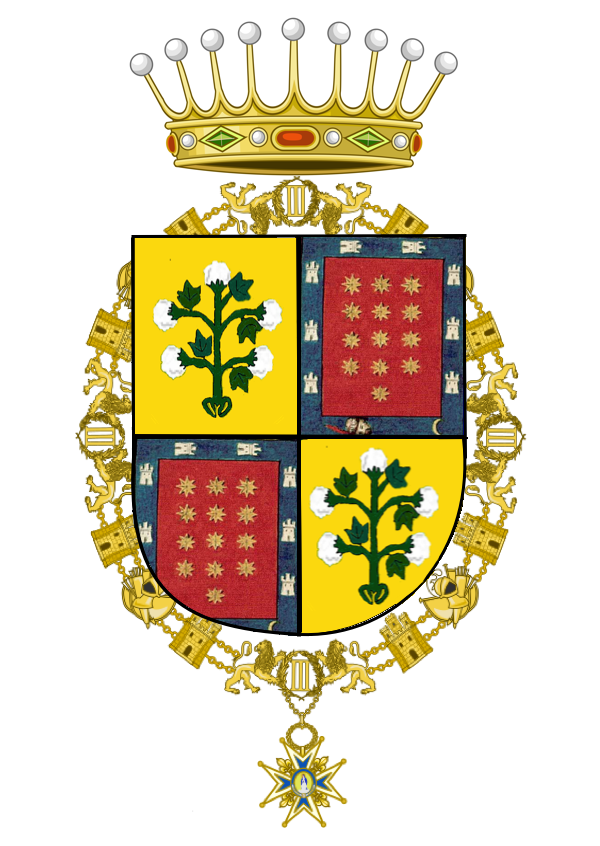
José Cotoner y Allendesalazar, conde de Sallent
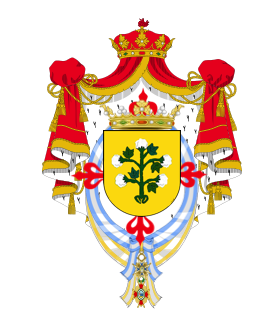
Cotoner, Luisa, condesa de Villardompardo (2019). «La construcción de Sa Capelleta de Bellver una iniciativa encabezada por el Marqués de Ariany». Memòries de la Reial Acadèmia Mallorquina d'Estudis Genealògics, Heràldics i Històrics (29). ISSN 1885-8600. «Veáse la entrada sobre el Oratorio de la Mare de Deu de Bellver».
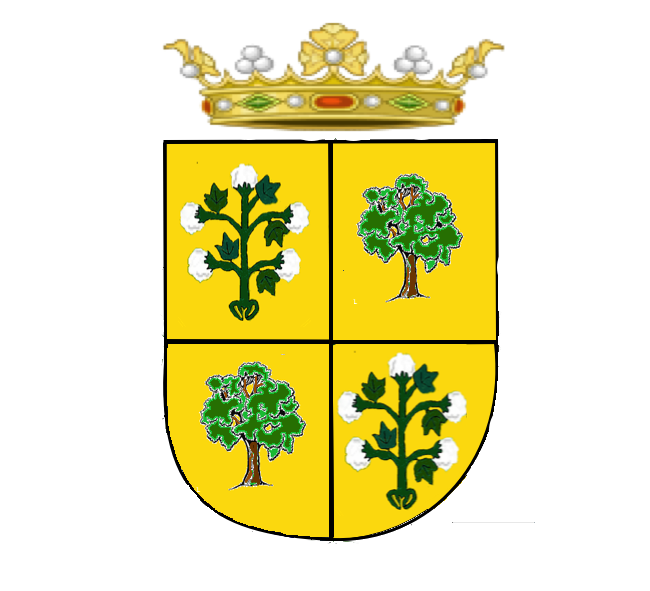
Marcos Antonio Cotoner y Sureda, I marqués de Ariany

- Cotoner, Luisa, condesa de Villardompardo (2021). «El palazzo cottonera, una casa mallorquina en La Valeta». Memòries de la Reial Acadèmia Mallorquina d'Estudis Genealògics, Heràldics i Històrics (31). ISSN 1885-8600. «El objetivo de este artículo es trazar las vicisitudes de la casa, proyectada por el Gran Maestre Frey Nicolás Cotoner y Oleza para que los caballeros sanjuanista mallorquines pudieran gozar del mejor acomodo cuando tuvieran que residir en Malta, a partir de los manuscritos, especialmente inventarios y correspondencia, que se conservan en el Fons Cotoner del Arxiu Municipal de Palma (AMP/FC) y en el archivo familiar Condes de Villardompardo (AV). La documentación muestra la evolución del inmueble desde su época de esplendor en el siglo XVII hasta su declive doscientos años después.»
- Cotoner, Luisa, condesa de Villardompardo (2024). «El Fons Cotoner del Arxiu Municipal de Palma: Cuadro de Clasificación e Inventario de documentos». Archivo Municipal de Palma (Rúbrica) (29). «Este inventario clasificado es la continuación del trabajo sobre los manuscritos del Fons Cotoner del AMP [..] Ahora el objetivo que impulsa esta publicación es poner este corpus documental a disposición de los investigadores.»